# Tour d'Italie féminin 2017
La 28e édition du Tour d'Italie féminin (Giro Rosa en italien) a lieu du 1er au 9 juillet 2017. La course fait partie de l'UCI World Tour féminin. Le parcours démarre du Nord-Est de l'Italie à Aquilée et se termine près de Naples à Torre del Greco.
Lors du contre-la-montre par équipes inaugural, la formation Boels Dolmans s'impose. Karol-Ann Canuel prend le maillot rose. Le lendemain, la côte de la Forcella permet aux trois principales favorites de se détacher. Annemiek van Vleuten remporte l'étape devant Anna van der Breggen et Elisa Longo Borghini. Surtout, elles comptent une avance de près de deux minutes sur leurs poursuivantes à l'arrivée. Anna van der Breggen est la nouvelle leader du classement général. La troisième étape se conclut au sprint et est gagnée par Hannah Barnes. La quatrième étape mène également à une arrivée groupée, cette fois remportée par Jolien D'Hoore. Un coup de bordure durant l'étape permet à la formation Boels Dolmans de faire perdre deux minutes à Annemiek van Vleuten. Cette dernière s'impose largement lors du difficile contre-la-montre de Sant'Elpidio a Mare et comble ainsi une partie de son retard. La principale bénéficiaire de l'étape est cependant Anna van der Breggen, deuxième, qui accroît son avantage sur toutes ses autres rivales. Lotta Lepistö est la plus rapide du sprint massif de la sixième étape. Le lendemain, une échappée se dispute la victoire. Sheyla Gutiérrez s'adjuge la victoire. L'étape est également marquée par la chute à grande vitesse de Claudia Cretti dans une descente qui heurte de la tête une rampe de sécurité. À l'hôpital, elle est plongée dans le coma.  Lucinda Brand utilise ses talents de descendeuse lors de la huitième étape pour revenir sur la tête de la course et s'imposer seule. Le sprint de la neuvième étape est remporté par Marta Bastianelli. Enfin l'ultime étape est gagnée par Megan Guarnier après avoir passé le Vésuve. Anna van der Breggen remporte l'épreuve devant Elisa Longo Borghini et Annemiek van Vleuten. Elisa Longo Borghini remporte logiquement le classement de la meilleure Italienne. Annemiek van Vleuten s'adjuge le classement par points et de la meilleure grimpeuse. Cecilie Uttrup Ludwig est la meilleure jeune et Boels Dolmans la meilleure équipe.

## Présentation

### Parcours
Le parcours est dévoilé le 12 avril. Il débute par un contre-la-montre par équipes parfaitement plat. La deuxième étape propose une montée pour puncheuse dans le final. Les troisième et quatrième étapes se destinent aux sprinteuses. La cinquième étape est un contre-la-montre individuel d'une longueur inférieur aux années précédentes. Très difficile, il comporte un mur avec des passages à 30%,. Après une nouvelle étape pour sprinteuses, les dernières étapes doivent permettre aux favorites de s'affronter. L'ultime étape escalade le Vésuve avant d'arriver à Torre del Greco. Le parcours est globalement relativement peu montagneux et caractérisé par des étapes longues. Les profils des étapes les plus vallonnées sont représentés :

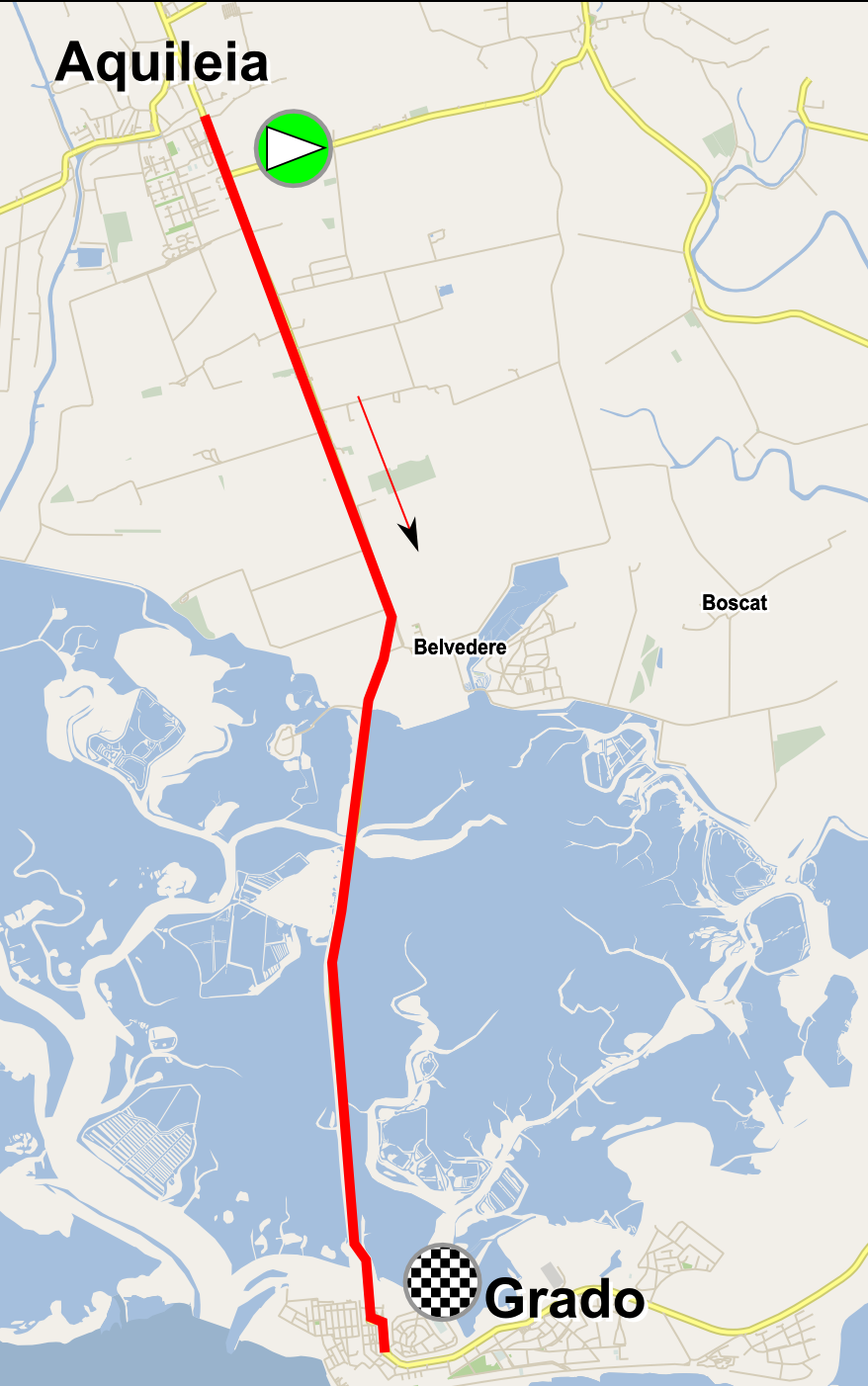
Première étape  - Partie en ligne de la course
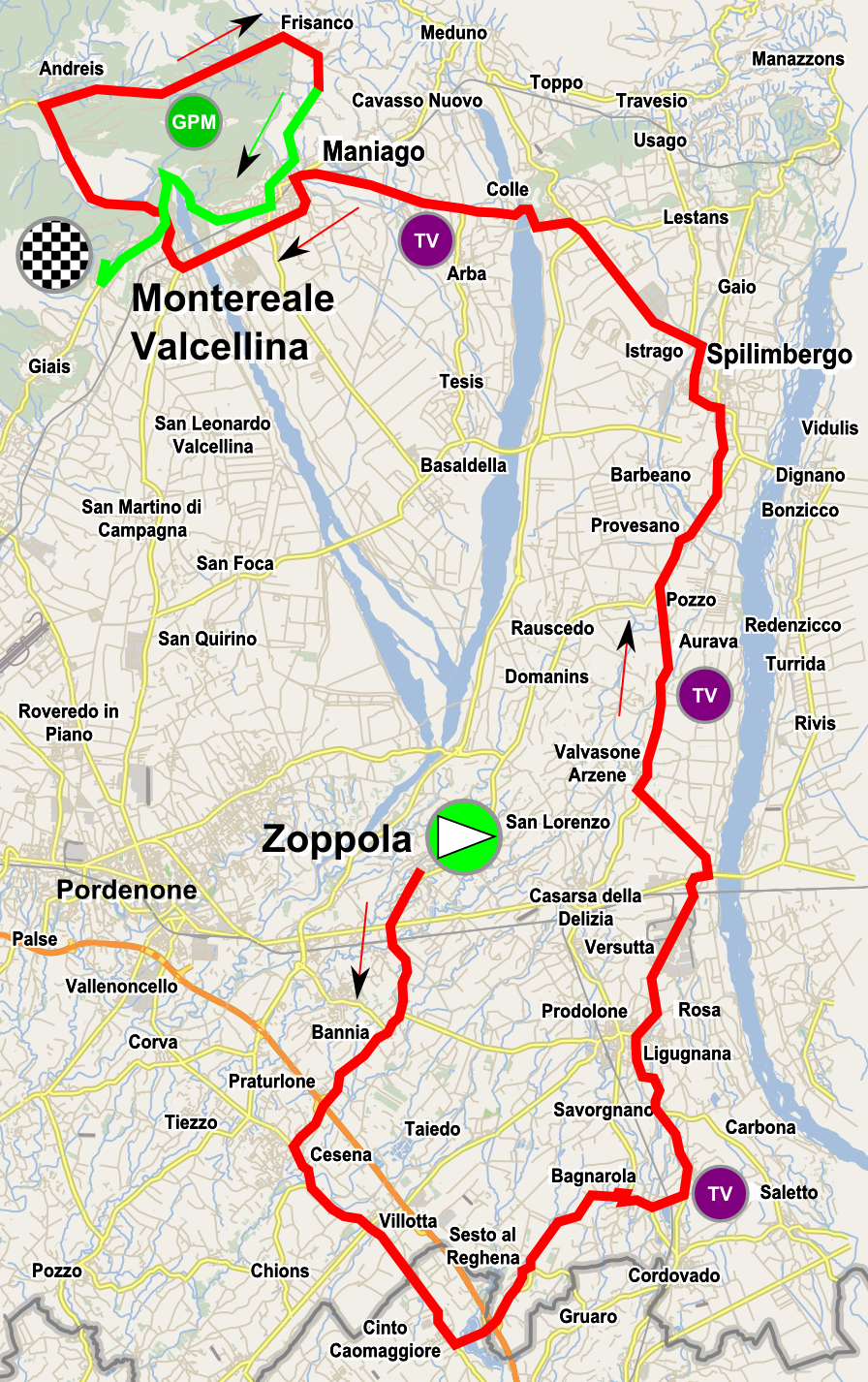
Deuxième étape  - Partie en ligne de la course - Final
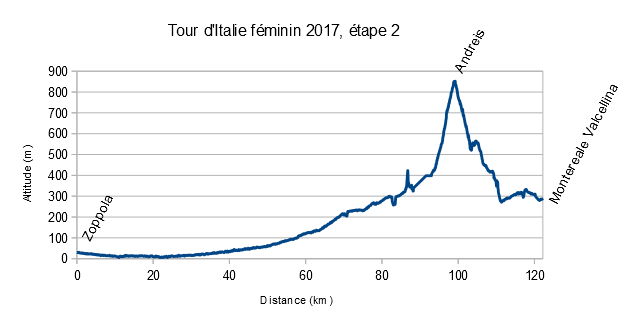
Profil de la deuxième étape
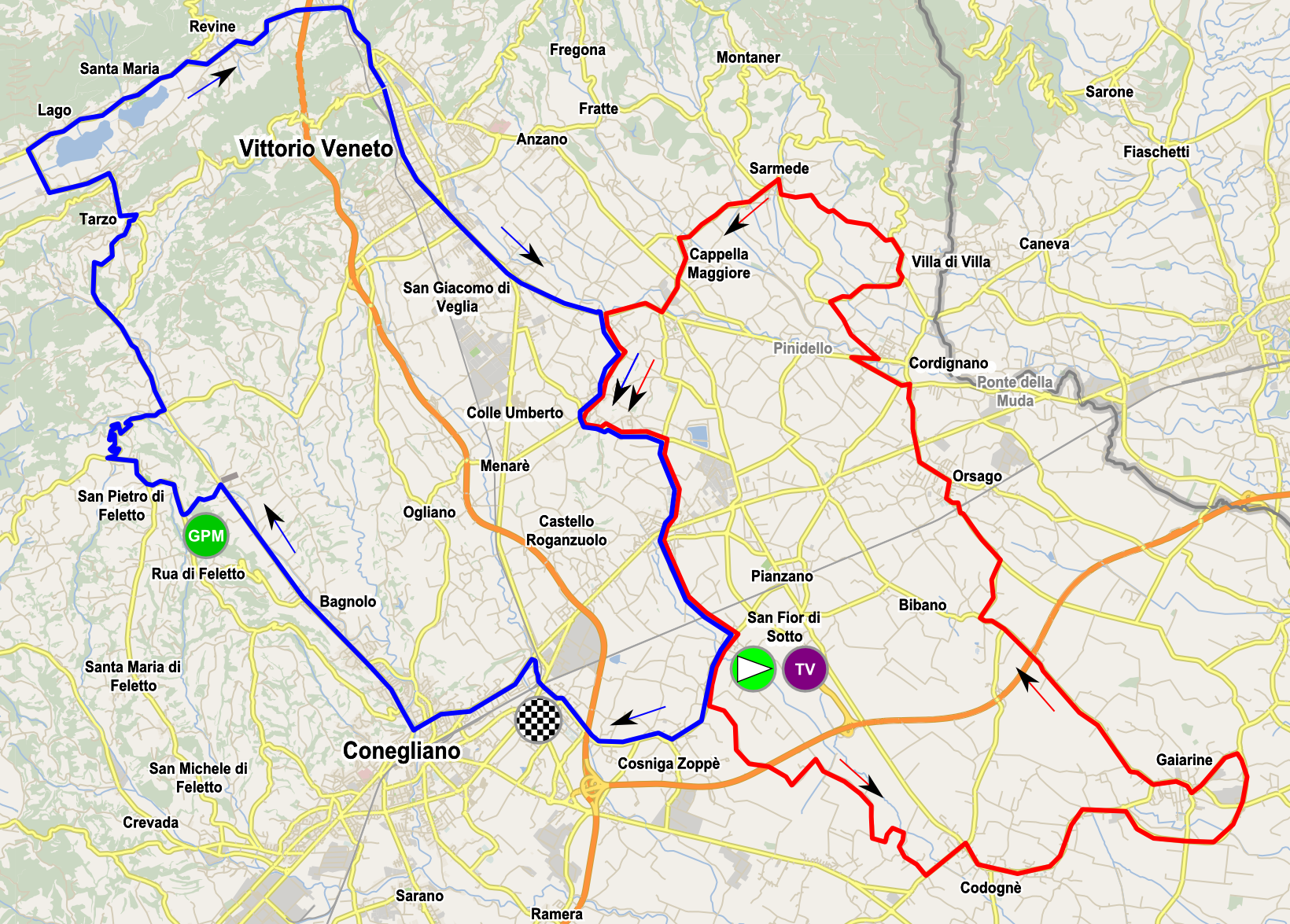
Troisième étape  - Circuit initial - Circuit final
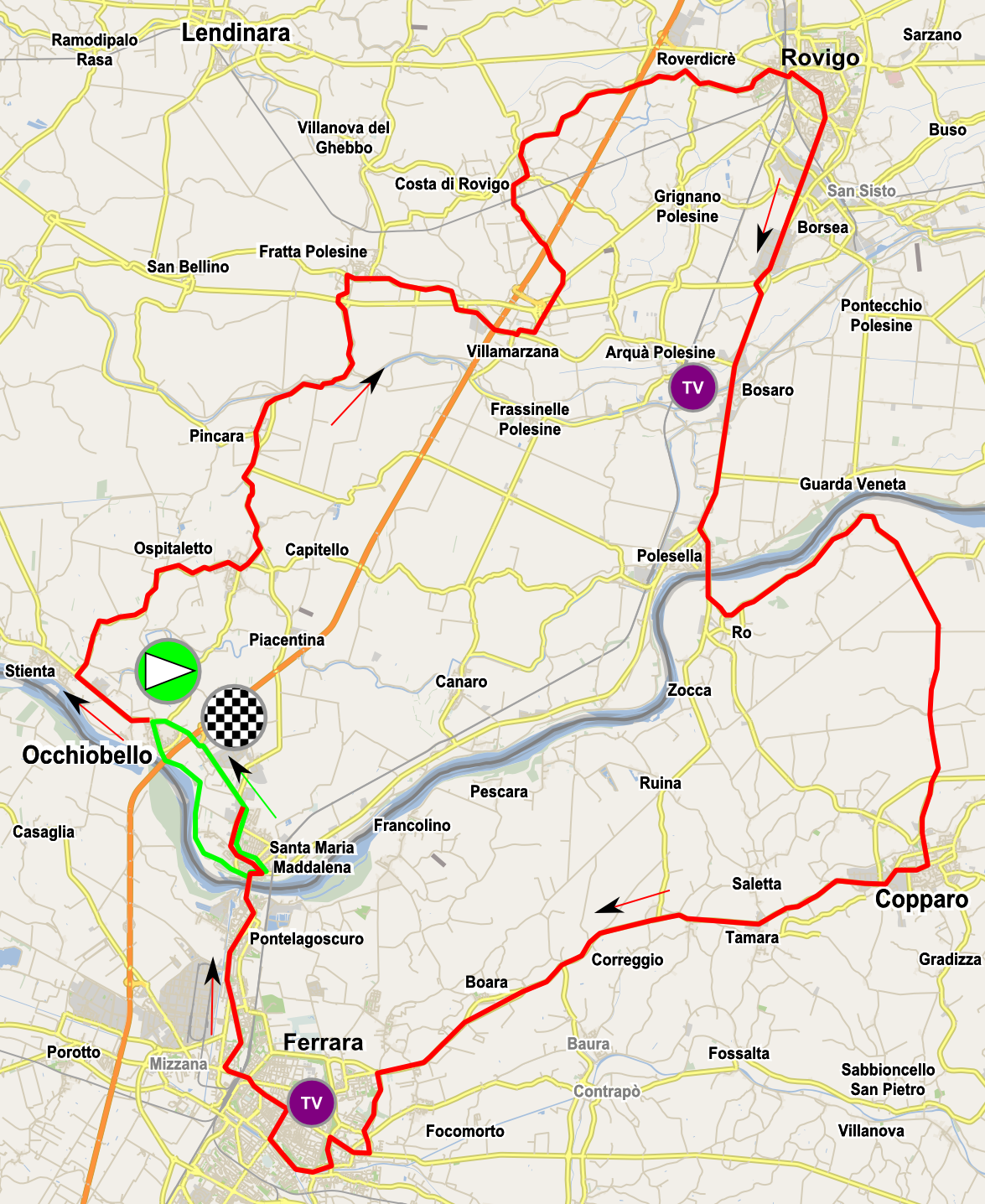
Quatrième étape  - Partie en ligne de la course - Final
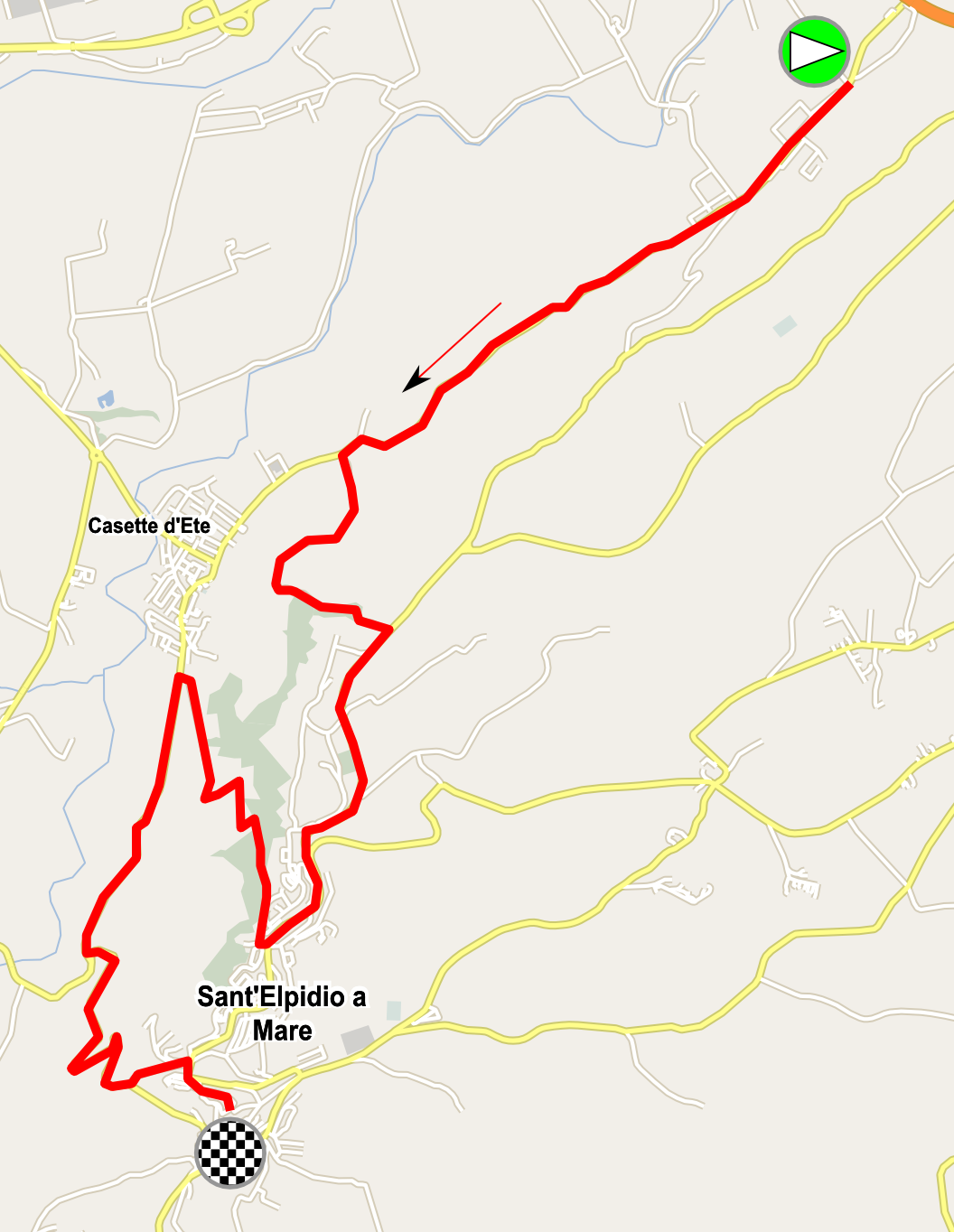
Cinquième étape  - Partie en ligne de la course
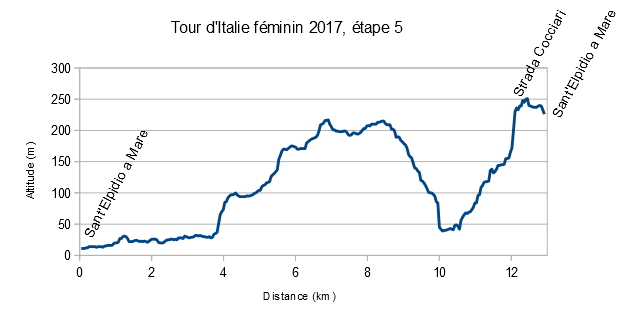
Profil de la cinquième étape
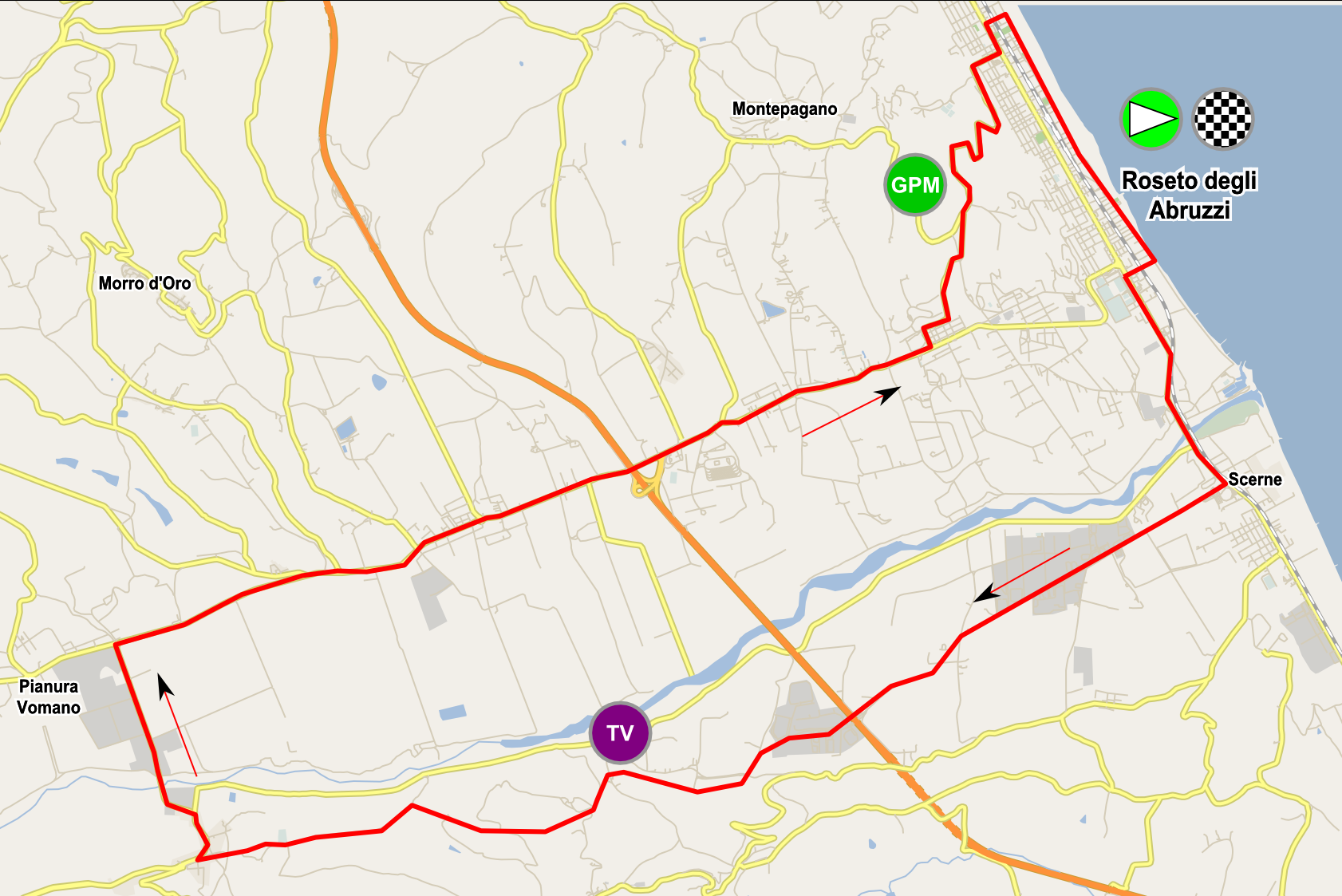
Sixième étape  - Partie en ligne de la course
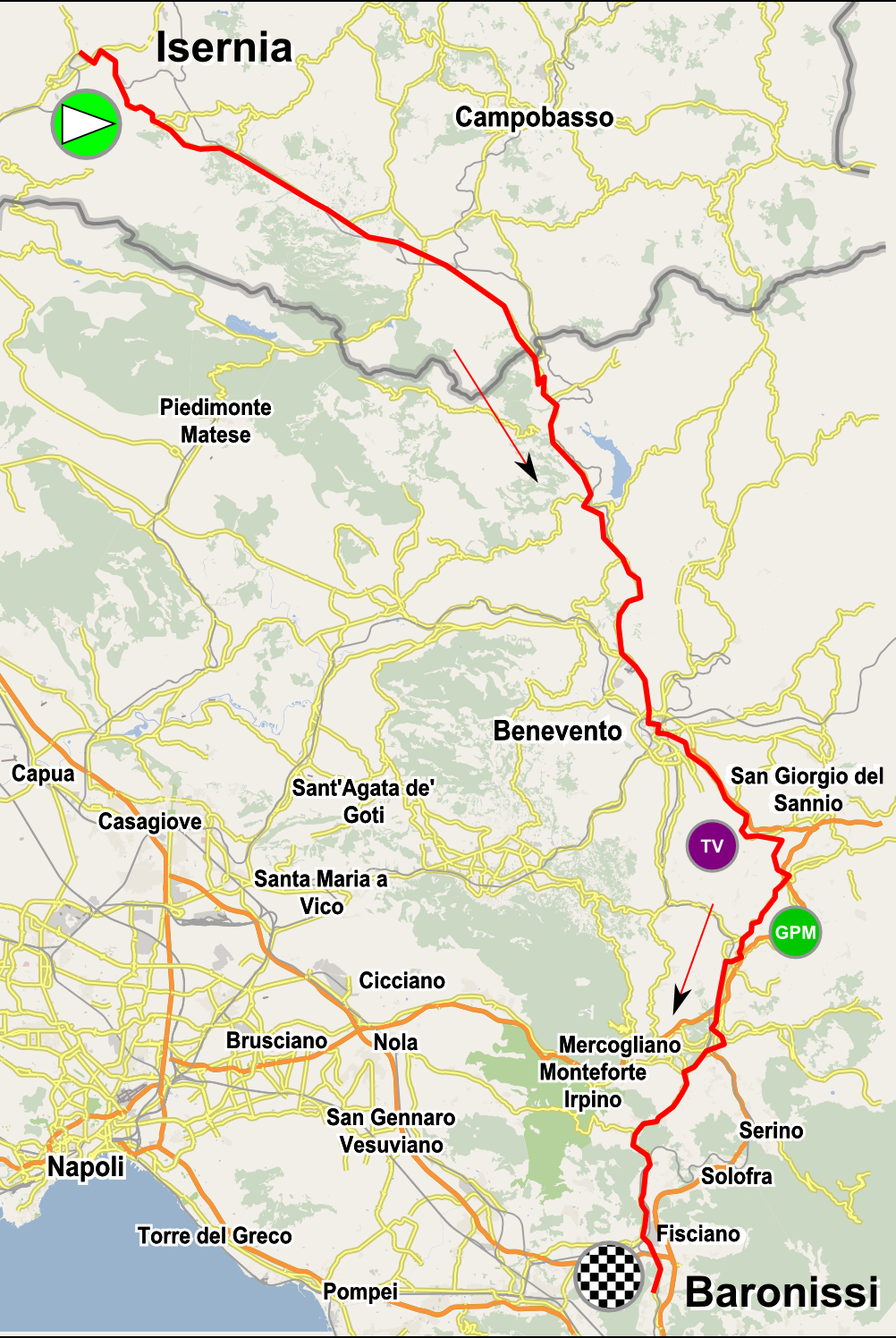
Septième étape  - Partie en ligne de la course
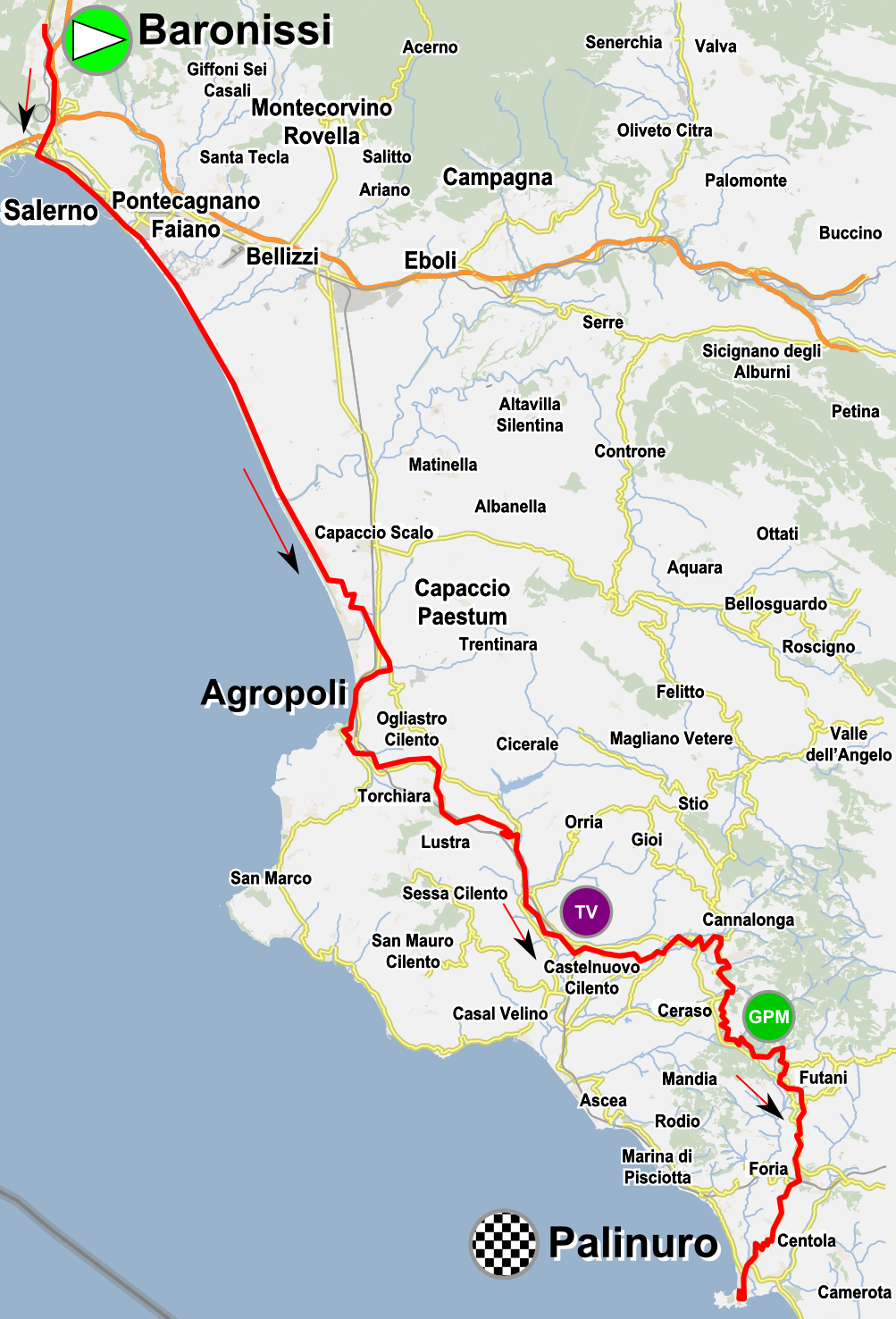
Huitième étape  - Partie en ligne de la course
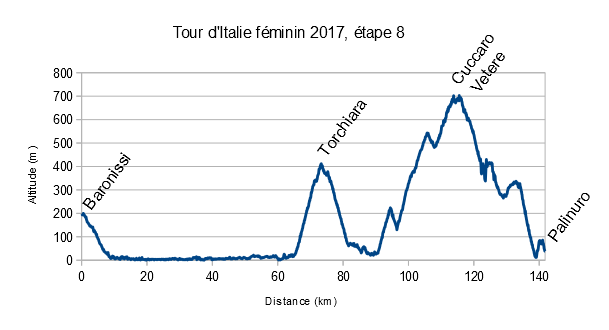
Profil de la huitième étape
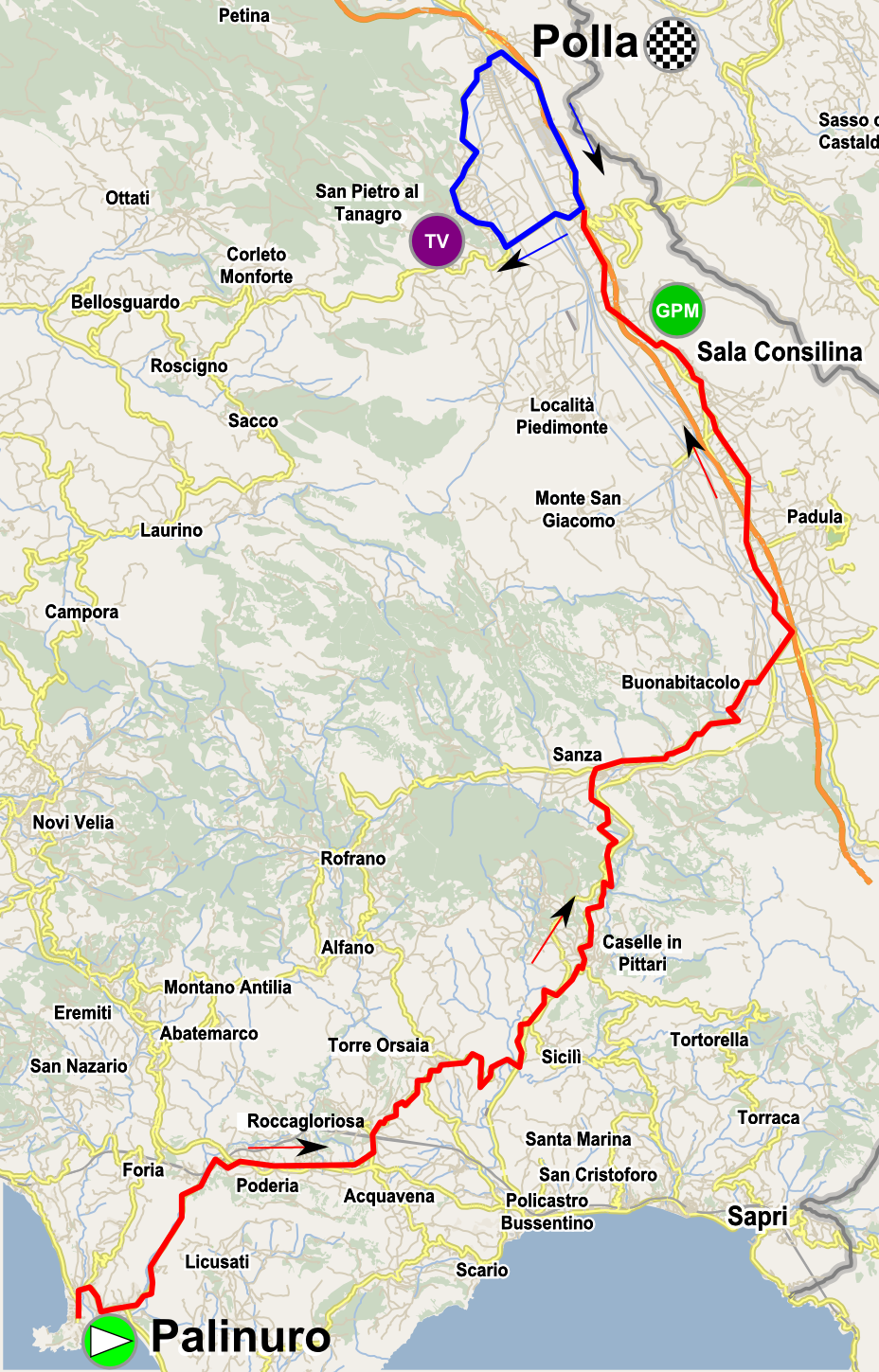
Neuvième étape  - Partie en ligne de la course - Circuit final
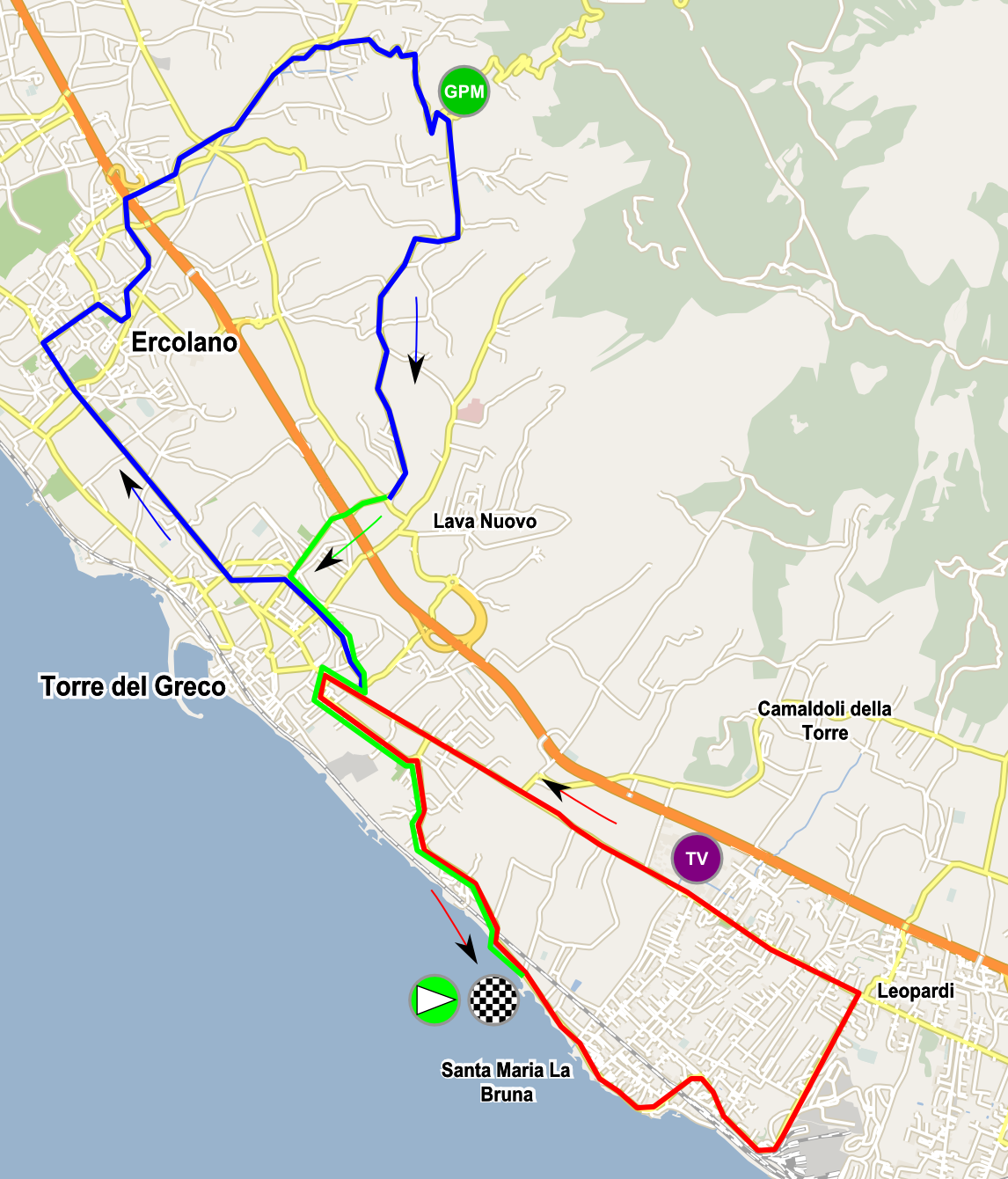
Dixième étape  - Circuit initial - Circuit final - Final
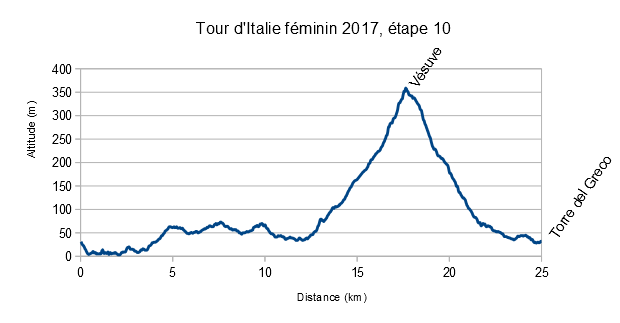
Profil du dernier tour de la dixième étape

### Équipes
| Équipes féminines professionnelles (24)- Alé Cipollini Galassia - Aromitalia Vaiano - Astana Women's Team - BePink Cogeas - Boels Dolmans - BTC City Ljubljana - Canyon-SRAM - Cervélo Bigla - Conceria Zabri-Fannini-Guerciotti - Cylance Pro Cycling - FDJ-Nouvelle Aquitaine-Futuroscope - Giusfredi-Bianchi - Hitec Products - Lares-Waowdeals Women Cycling Team - Lensworld-Kuota - Orica-Scott - SC Michela Fanini - Servetto Giusta - Sunweb - VéloCONCEPT Women - Top Girls Fassa Bortolo - Valcar PBM - Wiggle High5 - WM3 Pro Cycling |
| |

## Favorites
La principale favorite de l'épreuve est Anna van der Breggen, à la fois auteur du triplet ardennais en avril, numéro un mondial et présente sur le podium du Giro depuis 2014. Elle dispose de plus d'une équipe Boels Dolmans très forte avec notamment la vainqueur sortante Megan Guarnier, elle-même candidate à propre succession après un début d'année compliqué. La championne d'Italie Elisa Longo Borghini semble très en jambes et peut également briguer la victoire finale. Elle peut compter sur le soutien de la vainqueur 2009 Claudia Lichtenberg. La Sud-Africaine Ashleigh Moolman, vainqueur de l'Emakumeen Euskal Bira, est bonne grimpeuse et rouleuse et a donc le profil pour remporter également le classement général. La formation Orica-Scott est emmenée par Annemiek van Vleuten qui vient de remporter le titre du contre-la-montre aux Pays-Bas devant Ellen van Dijk. Dernière favorite, Katarzyna Niewiadoma, vainqueur du Women's Tour, compte déjà de belles références sur l'épreuve,,.

## Étapes
| Étape     | Date     | Villes étapes                               | type                         | Distance (km) | Vainqueur d'étape    | Leader du classement général |
| --------- | -------- | ------------------------------------------- | ---------------------------- | ------------- | -------------------- | ---------------------------- |
| 1re étape | 30 juin  | Aquilée – Grado                             | contre-la-montre par équipes | 11,5          | Boels Dolmans        | Karol-Ann Canuel             |
| 2e étape  | 1 juill. | Zoppola – Montereale Valcellina             | étape vallonnée              | 122,25        | Annemiek van Vleuten | Anna van der Breggen         |
| 3e étape  | 2 juill. | San Fior – San Vendemiano                   | étape de plaine              | 100           | Hannah Barnes        | Anna van der Breggen         |
| 4e étape  | 3 juill. | Occhiobello – Occhiobello                   | étape de plaine              | 118           | Jolien D'Hoore       | Anna van der Breggen         |
| 5e étape  | 4 juill. | Sant'Elpidio a Mare – Sant'Elpidio a Mare   | contre-la-montre individuel  | 12,73         | Annemiek van Vleuten | Anna van der Breggen         |
| 6e étape  | 5 juill. | Roseto degli Abruzzi – Roseto degli Abruzzi | étape de plaine              | 116,16        | Lotta Lepistö        | Anna van der Breggen         |
| 7e étape  | 6 juill. | Isernia – Baronissi                         | étape de plaine              | 141,98        | Sheyla Gutiérrez     | Anna van der Breggen         |
| 8e étape  | 7 juill. | Baronissi – Palinuro                        | étape de montagne            | 141,8         | Lucinda Brand        | Anna van der Breggen         |
| 9e étape  | 8 juill. | Palinuro – Polla                            | étape de plaine              | 122,3         | Marta Bastianelli    | Anna van der Breggen         |
| 10e étape | 9 juill. | Torre del Greco – Torre del Greco           | étape vallonnée              | 124           | Megan Guarnier       | Anna van der Breggen         |

## Déroulement de la course

### 1reétape
La formation Boels Dolmans remporte le contre-la-montre par équipes avec une avance confortable de seize secondes sur la formation Sunweb. Karol-Ann Canuel prend le maillot rose. Anna van der Breggen se retrouve en position idéale au classement général. Annemiek van Vleuten et Elisa Longo Borghini concèdent une vingtaine de secondes. La perdante de la journée est Ashleigh Moolman qui a déjà cinquante-deux secondes de retard sur le maillot rose,,.
| \| Classement de l'étape \| Classement de l'étape \| Classement de l'étape \| Classement de l'étape \| Classement de l'étape \| Classement de l'étape \| \| Équipe \| Équipe \| Pays \| Temps \| Écart de temps \| Vitesse moy. \| \| --------------------- \| ---------------------------------- \| --------------------- \| --------------------- \| --------------------- \| --------------------- \| \| 1re \| Boels Dolmans \| Pays-Bas \| 14 min 47 s \| 0 s \| 46.674 km/h \| \| 2e \| Sunweb \| Pays-Bas \| 15 min 03 s \| + 16 s \| 45.847 km/h \| \| 3e \| Orica-Scott \| Australie \| 15 min 09 s \| + 22 s \| 45.545 km/h \| \| 4e \| Wiggle High5 \| Royaume-Uni \| 15 min 11 s \| + 24 s \| 45.445 km/h \| \| 5e \| Canyon-SRAM \| Allemagne \| 15 min 23 s \| + 36 s \| 44.854 km/h \| \| 6e \| WM3 Pro Cycling \| Pays-Bas \| 15 min 24 s \| + 37 s \| 44.805 km/h \| \| 7e \| Astana Women's Team \| Kazakhstan \| 15 min 38 s \| + 51 s \| 44.136 km/h \| \| 8e \| Cervélo Bigla \| Allemagne \| 15 min 39 s \| + 52 s \| 44.089 km/h \| \| 9e \| Lensworld-Kuota \| Belgique \| 15 min 51 s \| + 1 min 04 s \| 43.533 km/h \| \| 10e \| FDJ-Nouvelle Aquitaine-Futuroscope \| France \| 15 min 53 s \| + 1 min 06 s \| 43.442 km/h \| |                                    |             |             |                |              |
| |                                    |             |             |                |              |
| Source : ProCyclingStats |                                    |             |             |                |              |
| Classement de l'étape |                                    |             |             |                |              |
| Équipe | Équipe                             | Pays        | Temps       | Écart de temps | Vitesse moy. |
| 1re | Boels Dolmans                      | Pays-Bas    | 14 min 47 s | 0 s            | 46.674 km/h  |
| 2e | Sunweb                             | Pays-Bas    | 15 min 03 s | + 16 s         | 45.847 km/h  |
| 3e | Orica-Scott                        | Australie   | 15 min 09 s | + 22 s         | 45.545 km/h  |
| 4e | Wiggle High5                       | Royaume-Uni | 15 min 11 s | + 24 s         | 45.445 km/h  |
| 5e | Canyon-SRAM                        | Allemagne   | 15 min 23 s | + 36 s         | 44.854 km/h  |
| 6e | WM3 Pro Cycling                    | Pays-Bas    | 15 min 24 s | + 37 s         | 44.805 km/h  |
| 7e | Astana Women's Team                | Kazakhstan  | 15 min 38 s | + 51 s         | 44.136 km/h  |
| 8e | Cervélo Bigla                      | Allemagne   | 15 min 39 s | + 52 s         | 44.089 km/h  |
| 9e | Lensworld-Kuota                    | Belgique    | 15 min 51 s | + 1 min 04 s   | 43.533 km/h  |
| 10e | FDJ-Nouvelle Aquitaine-Futuroscope | France      | 15 min 53 s | + 1 min 06 s   | 43.442 km/h  |

| \| Classement général \| Classement général \| Classement général \| Classement général \| Classement général \| \| Coureuse \| Coureuse \| Pays \| Équipe \| Temps \| \| ------------------ \| -------------------- \| ------------------ \| ------------------ \| ------------------ \| \| 1re \| Karol-Ann Canuel \| Canada \| Boels Dolmans \| 14 min 47 s \| \| 2e \| Megan Guarnier \| États-Unis \| Boels Dolmans \| + 0 s \| \| 3e \| Amalie Dideriksen \| Danemark \| Boels Dolmans \| + 0 s \| \| 4e \| Chantal Blaak \| Pays-Bas \| Boels Dolmans \| + 0 s \| \| 5e \| Anna van der Breggen \| Pays-Bas \| Boels Dolmans \| + 0 s \| \| 6e \| Lizzie Deignan \| Royaume-Uni \| Boels Dolmans \| + 0 s \| \| 7e \| Lucinda Brand \| Pays-Bas \| Sunweb \| + 19 s \| \| 8e \| Coryn Rivera \| États-Unis \| Sunweb \| + 19 s \| \| 9e \| Floortje Mackaij \| Pays-Bas \| Sunweb \| + 19 s \| \| 10e \| Sabrina Stultiens \| Pays-Bas \| Sunweb \| + 19 s \| |                      |             |               |             |
| |                      |             |               |             |
| Source : ProCyclingStats |                      |             |               |             |
| Classement général |                      |             |               |             |
| Coureuse | Coureuse             | Pays        | Équipe        | Temps       |
| 1re | Karol-Ann Canuel     | Canada      | Boels Dolmans | 14 min 47 s |
| 2e | Megan Guarnier       | États-Unis  | Boels Dolmans | + 0 s       |
| 3e | Amalie Dideriksen    | Danemark    | Boels Dolmans | + 0 s       |
| 4e | Chantal Blaak        | Pays-Bas    | Boels Dolmans | + 0 s       |
| 5e | Anna van der Breggen | Pays-Bas    | Boels Dolmans | + 0 s       |
| 6e | Lizzie Deignan       | Royaume-Uni | Boels Dolmans | + 0 s       |
| 7e | Lucinda Brand        | Pays-Bas    | Sunweb        | + 19 s      |
| 8e | Coryn Rivera         | États-Unis  | Sunweb        | + 19 s      |
| 9e | Floortje Mackaij     | Pays-Bas    | Sunweb        | + 19 s      |
| 10e | Sabrina Stultiens    | Pays-Bas    | Sunweb        | + 19 s      |

### 2eétape
La première échappée est Claudia Koster au dixième kilomètre. Elle est ensuite rejointe par Nicole Hanselmann. Leur avance culmine à deux minutes, mais elles sont reprises au kilomètre quatre-vingt-onze. La difficile ascension de la Forcella avec un sommet à une vingtaine de kilomètres de l'arrivée permet aux favorites de s'exprimer. Après une sélection dans le peloton dans les premières pentes, Anna van der Breggen, Annemiek van Vleuten et Elisa Longo Borghini accélèrent à mi-montée. Megan Guarnier et Amanda Spratt sont en poursuite. Elles passent au sommet avec trente-six secondes de retard sur le trio de tête. Celles-ci ne sont cependant plus reprises. Au sprint, Annemiek van Vleuten se montre la plus rapide devant Anna van der Breggen et Elisa Longo Borghini. Le peloton arrive près de deux minutes plus tard. Anna van der Breggen s'empare du maillot rose. La quatrième du classement général, Megan Guarnier, est déjà reléguée à deux minutes de la Néerlandaise,,.
| \| Classement de l'étape \| Classement de l'étape \| Classement de l'étape \| Classement de l'étape \| Classement de l'étape \| \| Coureuse \| Coureuse \| Pays \| Équipe \| Temps \| \| --------------------- \| --------------------- \| --------------------- \| ---------------------------------- \| --------------------- \| \| 1re \| Annemiek van Vleuten \| Pays-Bas \| Orica-Scott \| 3 h 11 min 51 s \| \| 2e \| Anna van der Breggen \| Pays-Bas \| Boels Dolmans \| + 0 s \| \| 3e \| Elisa Longo Borghini \| Italie \| Wiggle High5 \| + 0 s \| \| 4e \| Katarzyna Niewiadoma \| Pologne \| WM3 \| + 1 min 54 s \| \| 5e \| Megan Guarnier \| États-Unis \| Boels Dolmans \| + 1 min 54 s \| \| 6e \| Shara Gillow \| Australie \| FDJ-Nouvelle Aquitaine-Futuroscope \| + 1 min 54 s \| \| 7e \| Amanda Spratt \| Australie \| Orica-Scott \| + 1 min 54 s \| \| 8e \| Yevheniya Vysotska \| Ukraine \| Conceria Zabri-Fanini-Guerciotti \| + 1 min 59 s \| \| 9e \| Lucinda Brand \| Pays-Bas \| Sunweb \| + 2 min 37 s \| \| 10e \| Arlenis Sierra \| Cuba \| Astana Women's Team \| + 2 min 37 s \| |                      |            |                                    |                 |
| |                      |            |                                    |                 |
| Source : Cycling Quotient |                      |            |                                    |                 |
| Classement de l'étape |                      |            |                                    |                 |
| Coureuse | Coureuse             | Pays       | Équipe                             | Temps           |
| 1re | Annemiek van Vleuten | Pays-Bas   | Orica-Scott                        | 3 h 11 min 51 s |
| 2e | Anna van der Breggen | Pays-Bas   | Boels Dolmans                      | + 0 s           |
| 3e | Elisa Longo Borghini | Italie     | Wiggle High5                       | + 0 s           |
| 4e | Katarzyna Niewiadoma | Pologne    | WM3                                | + 1 min 54 s    |
| 5e | Megan Guarnier       | États-Unis | Boels Dolmans                      | + 1 min 54 s    |
| 6e | Shara Gillow         | Australie  | FDJ-Nouvelle Aquitaine-Futuroscope | + 1 min 54 s    |
| 7e | Amanda Spratt        | Australie  | Orica-Scott                        | + 1 min 54 s    |
| 8e | Yevheniya Vysotska   | Ukraine    | Conceria Zabri-Fanini-Guerciotti   | + 1 min 59 s    |
| 9e | Lucinda Brand        | Pays-Bas   | Sunweb                             | + 2 min 37 s    |
| 10e | Arlenis Sierra       | Cuba       | Astana Women's Team                | + 2 min 37 s    |

| \| Classement général \| Classement général \| Classement général \| Classement général \| Classement général \| \| Coureuse \| Coureuse \| Pays \| Équipe \| Temps \| \| ------------------ \| -------------------- \| ------------------ \| ------------------ \| ------------------ \| \| 1re \| Anna van der Breggen \| Pays-Bas \| Boels Dolmans \| 3 h 26 min 32 s \| \| 2e \| Annemiek van Vleuten \| Pays-Bas \| Orica-Scott \| + 18 s \| \| 3e \| Elisa Longo Borghini \| Italie \| Wiggle High5 \| + 26 s \| \| 4e \| Megan Guarnier \| États-Unis \| Boels Dolmans \| + 2 min 00 s \| \| 5e \| Amanda Spratt \| Australie \| Orica-Scott \| + 2 min 22 s \| \| 6e \| Katarzyna Niewiadoma \| Pologne \| WM3 \| + 2 min 37 s \| \| 7e \| Karol-Ann Canuel \| Canada \| Boels Dolmans \| + 2 min 43 s \| \| 8e \| Lizzie Deignan \| Royaume-Uni \| Boels Dolmans \| + 2 min 50 s \| \| 9e \| Lucinda Brand \| Pays-Bas \| Sunweb \| + 3 min 02 s \| \| 10e \| Floortje Mackaij \| Pays-Bas \| Sunweb \| + 3 min 02 s \| |                      |             |               |                 |
| |                      |             |               |                 |
| Source : Cycling Quotient |                      |             |               |                 |
| Classement général |                      |             |               |                 |
| Coureuse | Coureuse             | Pays        | Équipe        | Temps           |
| 1re | Anna van der Breggen | Pays-Bas    | Boels Dolmans | 3 h 26 min 32 s |
| 2e | Annemiek van Vleuten | Pays-Bas    | Orica-Scott   | + 18 s          |
| 3e | Elisa Longo Borghini | Italie      | Wiggle High5  | + 26 s          |
| 4e | Megan Guarnier       | États-Unis  | Boels Dolmans | + 2 min 00 s    |
| 5e | Amanda Spratt        | Australie   | Orica-Scott   | + 2 min 22 s    |
| 6e | Katarzyna Niewiadoma | Pologne     | WM3           | + 2 min 37 s    |
| 7e | Karol-Ann Canuel     | Canada      | Boels Dolmans | + 2 min 43 s    |
| 8e | Lizzie Deignan       | Royaume-Uni | Boels Dolmans | + 2 min 50 s    |
| 9e | Lucinda Brand        | Pays-Bas    | Sunweb        | + 3 min 02 s    |
| 10e | Floortje Mackaij     | Pays-Bas    | Sunweb        | + 3 min 02 s    |

### 3eétape
Ashleigh Moolman, une des favorite de l'épreuve, malade, ne prend pas le départ de cette troisième étape. La première échappée est constituée de Camilla Møllebro et Kseniia Dobrynina. Le peloton les reprend au kilomètre vingt-cinq. Le peloton roule rapidement jusqu'au premier sprint intermédiaire remporté par Nikki Brammaier. Juste après, Ana Sanabria s'échappe quelques kilomètres. Dans le mur vers San Pietro di Feletto sept coureuses partent dont les six premières du classement général et Shara Gillow. Le peloton se reforme immédiatement après. Dans l'ascension de Tarzo qui s'enchaîne, la locale Elena Cecchini accélère. Sara Penton part à sa poursuite mais sans succès. Elena Cecchini est rejointe par le peloton à vingt kilomètres de l'arrivée sous l'impulsion de la formation Sunweb. Clemilda Fernandes tente ensuite, mais le sprint ne peut être évité. Hannah Barnes s'impose devant Lotta Lepistö et Kirsten Wild. Elle se dit surprise car elle avait de mauvaises sensations durant l'étape,,.
| \| Classement de l'étape \| Classement de l'étape \| Classement de l'étape \| Classement de l'étape \| Classement de l'étape \| \| Coureuse \| Coureuse \| Pays \| Équipe \| Temps \| \| --------------------- \| ------------------------- \| --------------------- \| ---------------------------------- \| --------------------- \| \| 1re \| Hannah Barnes \| Royaume-Uni \| Canyon-SRAM Racing \| 2 h 27 min 49 s \| \| 2e \| Lotta Lepistö \| Finlande \| Cervélo Bigla \| + 0 s \| \| 3e \| Kirsten Wild \| Pays-Bas \| Cylance \| + 0 s \| \| 4e \| Roxane Fournier \| France \| FDJ-Nouvelle Aquitaine-Futuroscope \| + 0 s \| \| 5e \| Amalie Dideriksen \| Danemark \| Boels Dolmans \| + 0 s \| \| 6e \| Chloe Hosking \| Australie \| Alé Cipollini \| + 0 s \| \| 7e \| Emilie Moberg \| Norvège \| Hitec Products \| + 0 s \| \| 8e \| Giorgia Bronzini \| Italie \| Wiggle High5 \| + 0 s \| \| 9e \| Maria Giulia Confalonieri \| Italie \| Lensworld-Kuota \| + 0 s \| \| 10e \| Ilaria Sanguineti \| Italie \| BePink Cogeas \| + 0 s \| |                           |             |                                    |                 |
| |                           |             |                                    |                 |
| Source : ProCyclingStats |                           |             |                                    |                 |
| Classement de l'étape |                           |             |                                    |                 |
| Coureuse | Coureuse                  | Pays        | Équipe                             | Temps           |
| 1re | Hannah Barnes             | Royaume-Uni | Canyon-SRAM Racing                 | 2 h 27 min 49 s |
| 2e | Lotta Lepistö             | Finlande    | Cervélo Bigla                      | + 0 s           |
| 3e | Kirsten Wild              | Pays-Bas    | Cylance                            | + 0 s           |
| 4e | Roxane Fournier           | France      | FDJ-Nouvelle Aquitaine-Futuroscope | + 0 s           |
| 5e | Amalie Dideriksen         | Danemark    | Boels Dolmans                      | + 0 s           |
| 6e | Chloe Hosking             | Australie   | Alé Cipollini                      | + 0 s           |
| 7e | Emilie Moberg             | Norvège     | Hitec Products                     | + 0 s           |
| 8e | Giorgia Bronzini          | Italie      | Wiggle High5                       | + 0 s           |
| 9e | Maria Giulia Confalonieri | Italie      | Lensworld-Kuota                    | + 0 s           |
| 10e | Ilaria Sanguineti         | Italie      | BePink Cogeas                      | + 0 s           |

| \| Classement général \| Classement général \| Classement général \| Classement général \| Classement général \| \| Coureuse \| Coureuse \| Pays \| Équipe \| Temps \| \| ------------------ \| -------------------- \| ------------------ \| ------------------ \| ------------------ \| \| 1re \| Anna van der Breggen \| Pays-Bas \| Boels Dolmans \| 5 h 54 min 21 s \| \| 2e \| Annemiek van Vleuten \| Pays-Bas \| Orica-Scott \| + 18 s \| \| 3e \| Elisa Longo Borghini \| Italie \| Wiggle High5 \| + 26 s \| \| 4e \| Megan Guarnier \| États-Unis \| Boels Dolmans \| + 2 min 00 s \| \| 5e \| Amanda Spratt \| Australie \| Orica-Scott \| + 2 min 22 s \| \| 6e \| Katarzyna Niewiadoma \| Pologne \| WM3 \| + 2 min 37 s \| \| 7e \| Karol-Ann Canuel \| Canada \| Boels Dolmans \| + 2 min 43 s \| \| 8e \| Lucinda Brand \| Pays-Bas \| Sunweb \| + 3 min 02 s \| \| 9e \| Floortje Mackaij \| Pays-Bas \| Sunweb \| + 3 min 02 s \| \| 10e \| Sabrina Stultiens \| Pays-Bas \| Sunweb \| + 3 min 02 s \| |                      |            |               |                 |
| |                      |            |               |                 |
| Source : ProCyclingStats |                      |            |               |                 |
| Classement général |                      |            |               |                 |
| Coureuse | Coureuse             | Pays       | Équipe        | Temps           |
| 1re | Anna van der Breggen | Pays-Bas   | Boels Dolmans | 5 h 54 min 21 s |
| 2e | Annemiek van Vleuten | Pays-Bas   | Orica-Scott   | + 18 s          |
| 3e | Elisa Longo Borghini | Italie     | Wiggle High5  | + 26 s          |
| 4e | Megan Guarnier       | États-Unis | Boels Dolmans | + 2 min 00 s    |
| 5e | Amanda Spratt        | Australie  | Orica-Scott   | + 2 min 22 s    |
| 6e | Katarzyna Niewiadoma | Pologne    | WM3           | + 2 min 37 s    |
| 7e | Karol-Ann Canuel     | Canada     | Boels Dolmans | + 2 min 43 s    |
| 8e | Lucinda Brand        | Pays-Bas   | Sunweb        | + 3 min 02 s    |
| 9e | Floortje Mackaij     | Pays-Bas   | Sunweb        | + 3 min 02 s    |
| 10e | Sabrina Stultiens    | Pays-Bas   | Sunweb        | + 3 min 02 s    |

### 4eétape
Sur cette étape parfaitement plate, un vent fort souffle. Seule Trixi Worrack tente sa chance en début d'étape. Le sprint intermédiaire est remporté par Megan Guarnier. Au soixante-deuxième kilomètre, Daniela Magnetto et Alice Gasparini accélèrent. Elles sont ensuite rejointes par Malgorzata Jasinska et Lotte van Hoek. L'échappée ne dure cependant pas longtemps. Au kilomètre soixante-dix-sept, sous l'impulsion des formations Boels-Dolmans, Wiggle-High5 et Sunweb, une bordure se forme. Parmi les absentes on compte : Annemiek Van Vleuten, Cecilie Uttrup Ludwig, Yevgenia Vysotska, Tatiana Guderzo et Nikola Noskova. Le groupe de tête se joue la victoire au sprint. La photo finish doit départager Chloe Hosking de Jolien D'Hoore. La Belge l'emporte. Derrière Coryn Rivera est troisième. Le deuxième groupe arrive près de deux minutes plus tard. Annemiek van Vleuten perd du fait pied au classement général. Seules Anna van der Breggen et Elisa Longo Borghini semblent encore en mesure de remporter le Tour d'Italie 2017,,.
| \| Classement de l'étape \| Classement de l'étape \| Classement de l'étape \| Classement de l'étape \| Classement de l'étape \| \| Coureuse \| Coureuse \| Pays \| Équipe \| Temps \| \| --------------------- \| --------------------- \| --------------------- \| --------------------- \| --------------------- \| \| 1re \| Jolien D'Hoore \| Belgique \| Wiggle High5 \| 2 h 42 min 04 s \| \| 2e \| Chloe Hosking \| Australie \| Alé Cipollini \| + 0 s \| \| 3e \| Coryn Rivera \| États-Unis \| Sunweb \| + 0 s \| \| 4e \| Hannah Barnes \| Royaume-Uni \| Canyon-SRAM Racing \| + 0 s \| \| 5e \| Giorgia Bronzini \| Italie \| Wiggle High5 \| + 0 s \| \| 6e \| Arlenis Sierra \| Cuba \| Astana Women's Team \| + 0 s \| \| 7e \| Annalisa Cucinotta \| Italie \| Lensworld-Kuota \| + 0 s \| \| 8e \| Claudia Cretti \| Italie \| Valcar PBM \| + 0 s \| \| 9e \| Amalie Dideriksen \| Danemark \| Boels Dolmans \| + 0 s \| \| 10e \| Ilaria Sanguineti \| Italie \| BePink Cogeas \| + 0 s \| |                    |             |                     |                 |
| |                    |             |                     |                 |
| Source : ProCyclingStats |                    |             |                     |                 |
| Classement de l'étape |                    |             |                     |                 |
| Coureuse | Coureuse           | Pays        | Équipe              | Temps           |
| 1re | Jolien D'Hoore     | Belgique    | Wiggle High5        | 2 h 42 min 04 s |
| 2e | Chloe Hosking      | Australie   | Alé Cipollini       | + 0 s           |
| 3e | Coryn Rivera       | États-Unis  | Sunweb              | + 0 s           |
| 4e | Hannah Barnes      | Royaume-Uni | Canyon-SRAM Racing  | + 0 s           |
| 5e | Giorgia Bronzini   | Italie      | Wiggle High5        | + 0 s           |
| 6e | Arlenis Sierra     | Cuba        | Astana Women's Team | + 0 s           |
| 7e | Annalisa Cucinotta | Italie      | Lensworld-Kuota     | + 0 s           |
| 8e | Claudia Cretti     | Italie      | Valcar PBM          | + 0 s           |
| 9e | Amalie Dideriksen  | Danemark    | Boels Dolmans       | + 0 s           |
| 10e | Ilaria Sanguineti  | Italie      | BePink Cogeas       | + 0 s           |

| \| Classement général \| Classement général \| Classement général \| Classement général \| Classement général \| \| Coureuse \| Coureuse \| Pays \| Équipe \| Temps \| \| ------------------ \| -------------------- \| ------------------ \| ------------------ \| ------------------ \| \| 1re \| Anna van der Breggen \| Pays-Bas \| Boels Dolmans \| 8 h 36 min 25 s \| \| 2e \| Elisa Longo Borghini \| Italie \| Wiggle High5 \| + 26 s \| \| 3e \| Megan Guarnier \| États-Unis \| Boels Dolmans \| + 1 min 56 s \| \| 4e \| Annemiek van Vleuten \| Pays-Bas \| Orica-Scott \| + 2 min 17 s \| \| 5e \| Amanda Spratt \| Australie \| Orica-Scott \| + 2 min 22 s \| \| 6e \| Katarzyna Niewiadoma \| Pologne \| WM3 \| + 2 min 37 s \| \| 7e \| Karol-Ann Canuel \| Canada \| Boels Dolmans \| + 2 min 43 s \| \| 8e \| Lucinda Brand \| Pays-Bas \| Sunweb \| + 2 min 59 s \| \| 9e \| Floortje Mackaij \| Pays-Bas \| Sunweb \| + 3 min 02 s \| \| 10e \| Sabrina Stultiens \| Pays-Bas \| Sunweb \| + 3 min 02 s \| |                      |            |               |                 |
| |                      |            |               |                 |
| Source : ProCyclingStats |                      |            |               |                 |
| Classement général |                      |            |               |                 |
| Coureuse | Coureuse             | Pays       | Équipe        | Temps           |
| 1re | Anna van der Breggen | Pays-Bas   | Boels Dolmans | 8 h 36 min 25 s |
| 2e | Elisa Longo Borghini | Italie     | Wiggle High5  | + 26 s          |
| 3e | Megan Guarnier       | États-Unis | Boels Dolmans | + 1 min 56 s    |
| 4e | Annemiek van Vleuten | Pays-Bas   | Orica-Scott   | + 2 min 17 s    |
| 5e | Amanda Spratt        | Australie  | Orica-Scott   | + 2 min 22 s    |
| 6e | Katarzyna Niewiadoma | Pologne    | WM3           | + 2 min 37 s    |
| 7e | Karol-Ann Canuel     | Canada     | Boels Dolmans | + 2 min 43 s    |
| 8e | Lucinda Brand        | Pays-Bas   | Sunweb        | + 2 min 59 s    |
| 9e | Floortje Mackaij     | Pays-Bas   | Sunweb        | + 3 min 02 s    |
| 10e | Sabrina Stultiens    | Pays-Bas   | Sunweb        | + 3 min 02 s    |

### 5eétape
Les meilleurs temps successifs sont réalisés par Miriam Bjornsrud puis Monika Kiraly et Anouska Koster. Il est ensuite amélioré par Yevgenia Vysotska, Linda Villumsen, Hannah Barnes, Arlenis Sierra puis Amanda Spratt. Annemiek van Vleuten passe ensuite la ligne et est la seule de la journée à passer sous les vingt-cinq minutes. Elle devance Elisa Longo Borghini de une minute quinze et Anna van der Breggen de quarante-et-une secondes. Cela lui permet de combler en partie le retard accumulé la veille. Au classement général, les trois premières places sont inchangées,,.
| \| Classement de l'étape \| Classement de l'étape \| Classement de l'étape \| Classement de l'étape \| Classement de l'étape \| \| Coureuse \| Coureuse \| Pays \| Équipe \| Temps \| \| --------------------- \| --------------------- \| --------------------- \| --------------------- \| --------------------- \| \| 1re \| Annemiek van Vleuten \| Pays-Bas \| Orica-Scott \| 25 min 29 s \| \| 2e \| Anna van der Breggen \| Pays-Bas \| Boels Dolmans \| + 41 s \| \| 3e \| Elisa Longo Borghini \| Italie \| Wiggle High5 \| + 1 min 15 s \| \| 4e \| Amanda Spratt \| Australie \| Orica-Scott \| + 1 min 48 s \| \| 5e \| Megan Guarnier \| États-Unis \| Boels Dolmans \| + 1 min 53 s \| \| 6e \| Arlenis Sierra \| Cuba \| Astana Women's Team \| + 2 min 01 s \| \| 7e \| Katarzyna Niewiadoma \| Pologne \| WM3 \| + 2 min 03 s \| \| 8e \| Claudia Lichtenberg \| Allemagne \| Wiggle High5 \| + 2 min 10 s \| \| 9e \| Hannah Barnes \| Royaume-Uni \| Canyon-SRAM Racing \| + 2 min 13 s \| \| 10e \| Karol-Ann Canuel \| Canada \| Boels Dolmans \| + 2 min 17 s \| |                      |             |                     |              |
| |                      |             |                     |              |
| Source : ProCyclingStats |                      |             |                     |              |
| Classement de l'étape |                      |             |                     |              |
| Coureuse | Coureuse             | Pays        | Équipe              | Temps        |
| 1re | Annemiek van Vleuten | Pays-Bas    | Orica-Scott         | 25 min 29 s  |
| 2e | Anna van der Breggen | Pays-Bas    | Boels Dolmans       | + 41 s       |
| 3e | Elisa Longo Borghini | Italie      | Wiggle High5        | + 1 min 15 s |
| 4e | Amanda Spratt        | Australie   | Orica-Scott         | + 1 min 48 s |
| 5e | Megan Guarnier       | États-Unis  | Boels Dolmans       | + 1 min 53 s |
| 6e | Arlenis Sierra       | Cuba        | Astana Women's Team | + 2 min 01 s |
| 7e | Katarzyna Niewiadoma | Pologne     | WM3                 | + 2 min 03 s |
| 8e | Claudia Lichtenberg  | Allemagne   | Wiggle High5        | + 2 min 10 s |
| 9e | Hannah Barnes        | Royaume-Uni | Canyon-SRAM Racing  | + 2 min 13 s |
| 10e | Karol-Ann Canuel     | Canada      | Boels Dolmans       | + 2 min 17 s |

| \| Classement général \| Classement général \| Classement général \| Classement général \| Classement général \| \| Coureuse \| Coureuse \| Pays \| Équipe \| Temps \| \| ------------------ \| -------------------- \| ------------------ \| ---------------------------------- \| ------------------ \| \| 1re \| Anna van der Breggen \| Pays-Bas \| Boels Dolmans \| 9 h 02 min 35 s \| \| 2e \| Elisa Longo Borghini \| Italie \| Wiggle High5 \| + 1 min 00 s \| \| 3e \| Annemiek van Vleuten \| Pays-Bas \| Orica-Scott \| + 1 min 36 s \| \| 4e \| Megan Guarnier \| États-Unis \| Boels Dolmans \| + 3 min 08 s \| \| 5e \| Amanda Spratt \| Australie \| Orica-Scott \| + 3 min 29 s \| \| 6e \| Katarzyna Niewiadoma \| Pologne \| WM3 \| + 3 min 59 s \| \| 7e \| Karol-Ann Canuel \| Canada \| Boels Dolmans \| + 4 min 19 s \| \| 8e \| Claudia Lichtenberg \| Allemagne \| Wiggle High5 \| + 4 min 36 s \| \| 9e \| Shara Gillow \| Australie \| FDJ-Nouvelle Aquitaine-Futuroscope \| + 4 min 50 s \| \| 10e \| Arlenis Sierra \| Cuba \| Astana Women's Team \| + 4 min 54 s \| |                      |            |                                    |                 |
| |                      |            |                                    |                 |
| Source : ProCyclingStats |                      |            |                                    |                 |
| Classement général |                      |            |                                    |                 |
| Coureuse | Coureuse             | Pays       | Équipe                             | Temps           |
| 1re | Anna van der Breggen | Pays-Bas   | Boels Dolmans                      | 9 h 02 min 35 s |
| 2e | Elisa Longo Borghini | Italie     | Wiggle High5                       | + 1 min 00 s    |
| 3e | Annemiek van Vleuten | Pays-Bas   | Orica-Scott                        | + 1 min 36 s    |
| 4e | Megan Guarnier       | États-Unis | Boels Dolmans                      | + 3 min 08 s    |
| 5e | Amanda Spratt        | Australie  | Orica-Scott                        | + 3 min 29 s    |
| 6e | Katarzyna Niewiadoma | Pologne    | WM3                                | + 3 min 59 s    |
| 7e | Karol-Ann Canuel     | Canada     | Boels Dolmans                      | + 4 min 19 s    |
| 8e | Claudia Lichtenberg  | Allemagne  | Wiggle High5                       | + 4 min 36 s    |
| 9e | Shara Gillow         | Australie  | FDJ-Nouvelle Aquitaine-Futuroscope | + 4 min 50 s    |
| 10e | Arlenis Sierra       | Cuba       | Astana Women's Team                | + 4 min 54 s    |

### 6eétape
Alison Jackson est la première échappée au bout de deux heures de courses. Elle est rapidement reprise. Un groupe de contre se forme alors. Il s'agit d'Hannah Barnes, Soraya Paladin et Sofia Bertizzolo. Elles ont jusqu'à cinquante secondes d'avance. Le peloton les reprend à treize kilomètres de l'arrivée. La dernière ascension de Piana, à quatre kilomètres de l'arrivée, voit toutes les favorites se replacer à l'avant du peloton. Le sprint se joue entre une quarantaine de coureuses. Lotta Lepistö s'impose devant Coryn Rivera et Giorgia Bronzini,,.
| \| Classement de l'étape \| Classement de l'étape \| Classement de l'étape \| Classement de l'étape \| Classement de l'étape \| \| Coureuse \| Coureuse \| Pays \| Équipe \| Temps \| \| --------------------- \| ------------------------- \| --------------------- \| ---------------------------------- \| --------------------- \| \| 1re \| Lotta Lepistö \| Finlande \| Cervélo Bigla \| 2 h 50 min 36 s \| \| 2e \| Coryn Rivera \| États-Unis \| Sunweb \| + 0 s \| \| 3e \| Giorgia Bronzini \| Italie \| Wiggle High5 \| + 0 s \| \| 4e \| Roxane Fournier \| France \| FDJ-Nouvelle Aquitaine-Futuroscope \| + 0 s \| \| 5e \| Elena Cecchini \| Italie \| Canyon-SRAM Racing \| + 0 s \| \| 6e \| Maria Giulia Confalonieri \| Italie \| Lensworld-Kuota \| + 0 s \| \| 7e \| Emilie Moberg \| Norvège \| Hitec Products \| + 0 s \| \| 8e \| Anna van der Breggen \| Pays-Bas \| Boels Dolmans \| + 0 s \| \| 9e \| Chloe Hosking \| Australie \| Alé Cipollini \| + 0 s \| \| 10e \| Annemiek van Vleuten \| Pays-Bas \| Orica-Scott \| + 3 s \| |                           |            |                                    |                 |
| |                           |            |                                    |                 |
| Source : ProCyclingStats |                           |            |                                    |                 |
| Classement de l'étape |                           |            |                                    |                 |
| Coureuse | Coureuse                  | Pays       | Équipe                             | Temps           |
| 1re | Lotta Lepistö             | Finlande   | Cervélo Bigla                      | 2 h 50 min 36 s |
| 2e | Coryn Rivera              | États-Unis | Sunweb                             | + 0 s           |
| 3e | Giorgia Bronzini          | Italie     | Wiggle High5                       | + 0 s           |
| 4e | Roxane Fournier           | France     | FDJ-Nouvelle Aquitaine-Futuroscope | + 0 s           |
| 5e | Elena Cecchini            | Italie     | Canyon-SRAM Racing                 | + 0 s           |
| 6e | Maria Giulia Confalonieri | Italie     | Lensworld-Kuota                    | + 0 s           |
| 7e | Emilie Moberg             | Norvège    | Hitec Products                     | + 0 s           |
| 8e | Anna van der Breggen      | Pays-Bas   | Boels Dolmans                      | + 0 s           |
| 9e | Chloe Hosking             | Australie  | Alé Cipollini                      | + 0 s           |
| 10e | Annemiek van Vleuten      | Pays-Bas   | Orica-Scott                        | + 3 s           |

| \| Classement général \| Classement général \| Classement général \| Classement général \| Classement général \| \| Coureuse \| Coureuse \| Pays \| Équipe \| Temps \| \| ------------------ \| -------------------- \| ------------------ \| ---------------------------------- \| ------------------ \| \| 1re \| Anna van der Breggen \| Pays-Bas \| Boels Dolmans \| 11 h 53 min 11 s \| \| 2e \| Elisa Longo Borghini \| Italie \| Wiggle High5 \| + 1 min 03 s \| \| 3e \| Annemiek van Vleuten \| Pays-Bas \| Orica-Scott \| + 1 min 39 s \| \| 4e \| Megan Guarnier \| États-Unis \| Boels Dolmans \| + 3 min 11 s \| \| 5e \| Amanda Spratt \| Australie \| Orica-Scott \| + 3 min 33 s \| \| 6e \| Katarzyna Niewiadoma \| Pologne \| WM3 \| + 4 min 02 s \| \| 7e \| Karol-Ann Canuel \| Canada \| Boels Dolmans \| + 4 min 22 s \| \| 8e \| Shara Gillow \| Australie \| FDJ-Nouvelle Aquitaine-Futuroscope \| + 4 min 53 s \| \| 9e \| Arlenis Sierra \| Cuba \| Astana Women's Team \| + 4 min 57 s \| \| 10e \| Claudia Lichtenberg \| Allemagne \| Wiggle High5 \| + 5 min 02 s \| |                      |            |                                    |                  |
| |                      |            |                                    |                  |
| Source : ProCyclingStats |                      |            |                                    |                  |
| Classement général |                      |            |                                    |                  |
| Coureuse | Coureuse             | Pays       | Équipe                             | Temps            |
| 1re | Anna van der Breggen | Pays-Bas   | Boels Dolmans                      | 11 h 53 min 11 s |
| 2e | Elisa Longo Borghini | Italie     | Wiggle High5                       | + 1 min 03 s     |
| 3e | Annemiek van Vleuten | Pays-Bas   | Orica-Scott                        | + 1 min 39 s     |
| 4e | Megan Guarnier       | États-Unis | Boels Dolmans                      | + 3 min 11 s     |
| 5e | Amanda Spratt        | Australie  | Orica-Scott                        | + 3 min 33 s     |
| 6e | Katarzyna Niewiadoma | Pologne    | WM3                                | + 4 min 02 s     |
| 7e | Karol-Ann Canuel     | Canada     | Boels Dolmans                      | + 4 min 22 s     |
| 8e | Shara Gillow         | Australie  | FDJ-Nouvelle Aquitaine-Futuroscope | + 4 min 53 s     |
| 9e | Arlenis Sierra       | Cuba       | Astana Women's Team                | + 4 min 57 s     |
| 10e | Claudia Lichtenberg  | Allemagne  | Wiggle High5                       | + 5 min 02 s     |

### 7eétape
Dès le début de course, Sheyla Gutierez et Nicole Nesti s'échappent. Elles sont rapidement reprises. Danielle King part ensuite seule vers le kilomètre quarante. Peu après, l'échappée décisive se forme. Elle est composée de Chloe Hosking, Soraya Paladin, Alison Jackson, Eugenia Bujak, Elena Cecchini, Alexis Ryan, Clara Koppenburg, Carmela Cipriani, Sheyla Gutierrez, Rossella Ratto, Tatiana Guderzo, Lauren Kitchen et Sabrina Stultiens. Cette dernière est la mieux classée au classement général à la douzième place. Le peloton laisse partir et l'écart atteint trois minutes. Dans les pentes du Passo Serra, Tatiana Guderzo passe la première au sommet, mais les quarante kilomètres restants dissuadent les attaques. Le groupe se dispute la victoire au sprint. Sheyla Gutierrez gagne devant Soraya Paladin et Eugenia Bujak. À noter que Chloe Hosking ne fait alors plus partie du groupe,,. En marge de la lutte pour la victoire d'étape, un événement dramatique marque la journée. Dans la descente du Passo Serra, Claudia Cretti chute à grande vitesse et heurte de la tête une rampe de sécurité. Elle est immédiatement évacuée par les airs vers un hôpital. Son état est jugée critique et elle est placée en coma artificielle.
| \| Classement de l'étape \| Classement de l'étape \| Classement de l'étape \| Classement de l'étape \| Classement de l'étape \| \| Coureuse \| Coureuse \| Pays \| Équipe \| Temps \| \| --------------------- \| --------------------- \| --------------------- \| -------------------------------- \| --------------------- \| \| 1re \| Sheyla Gutiérrez \| Espagne \| Cylance \| 3 h 43 min 16 s \| \| 2e \| Soraya Paladin \| Italie \| Alé Cipollini \| + 0 s \| \| 3e \| Eugenia Bujak \| Pologne \| BTC City Ljubljana \| + 0 s \| \| 4e \| Alexis Magner \| États-Unis \| Canyon-SRAM Racing \| + 0 s \| \| 5e \| Lauren Kitchen \| Australie \| WM3 \| + 0 s \| \| 6e \| Sabrina Stultiens \| Pays-Bas \| Sunweb \| + 0 s \| \| 7e \| Alison Jackson \| Canada \| BePink Cogeas \| + 0 s \| \| 8e \| Tatiana Guderzo \| Italie \| Lensworld-Kuota \| + 0 s \| \| 9e \| Carmela Cipriani \| Italie \| Conceria Zabri-Fanini-Guerciotti \| + 0 s \| \| 10e \| Clara Koppenburg \| Allemagne \| Cervélo Bigla \| + 0 s \| |                   |            |                                  |                 |
| |                   |            |                                  |                 |
| Source : ProCyclingStats |                   |            |                                  |                 |
| Classement de l'étape |                   |            |                                  |                 |
| Coureuse | Coureuse          | Pays       | Équipe                           | Temps           |
| 1re | Sheyla Gutiérrez  | Espagne    | Cylance                          | 3 h 43 min 16 s |
| 2e | Soraya Paladin    | Italie     | Alé Cipollini                    | + 0 s           |
| 3e | Eugenia Bujak     | Pologne    | BTC City Ljubljana               | + 0 s           |
| 4e | Alexis Magner     | États-Unis | Canyon-SRAM Racing               | + 0 s           |
| 5e | Lauren Kitchen    | Australie  | WM3                              | + 0 s           |
| 6e | Sabrina Stultiens | Pays-Bas   | Sunweb                           | + 0 s           |
| 7e | Alison Jackson    | Canada     | BePink Cogeas                    | + 0 s           |
| 8e | Tatiana Guderzo   | Italie     | Lensworld-Kuota                  | + 0 s           |
| 9e | Carmela Cipriani  | Italie     | Conceria Zabri-Fanini-Guerciotti | + 0 s           |
| 10e | Clara Koppenburg  | Allemagne  | Cervélo Bigla                    | + 0 s           |

| \| Classement général \| Classement général \| Classement général \| Classement général \| Classement général \| \| Coureuse \| Coureuse \| Pays \| Équipe \| Temps \| \| ------------------ \| -------------------- \| ------------------ \| ---------------------------------- \| ------------------ \| \| 1re \| Anna van der Breggen \| Pays-Bas \| Boels Dolmans \| 15 h 37 min 14 s \| \| 2e \| Elisa Longo Borghini \| Italie \| Wiggle High5 \| + 1 min 03 s \| \| 3e \| Annemiek van Vleuten \| Pays-Bas \| Orica-Scott \| + 1 min 39 s \| \| 4e \| Megan Guarnier \| États-Unis \| Boels Dolmans \| + 3 min 11 s \| \| 5e \| Amanda Spratt \| Australie \| Orica-Scott \| + 3 min 32 s \| \| 6e \| Katarzyna Niewiadoma \| Pologne \| WM3 \| + 4 min 02 s \| \| 7e \| Karol-Ann Canuel \| Canada \| Boels Dolmans \| + 4 min 22 s \| \| 8e \| Shara Gillow \| Australie \| FDJ-Nouvelle Aquitaine-Futuroscope \| + 4 min 53 s \| \| 9e \| Arlenis Sierra \| Cuba \| Astana Women's Team \| + 4 min 57 s \| \| 10e \| Sabrina Stultiens \| Pays-Bas \| Sunweb \| + 5 min 02 s \| |                      |            |                                    |                  |
| |                      |            |                                    |                  |
| Source : ProCyclingStats |                      |            |                                    |                  |
| Classement général |                      |            |                                    |                  |
| Coureuse | Coureuse             | Pays       | Équipe                             | Temps            |
| 1re | Anna van der Breggen | Pays-Bas   | Boels Dolmans                      | 15 h 37 min 14 s |
| 2e | Elisa Longo Borghini | Italie     | Wiggle High5                       | + 1 min 03 s     |
| 3e | Annemiek van Vleuten | Pays-Bas   | Orica-Scott                        | + 1 min 39 s     |
| 4e | Megan Guarnier       | États-Unis | Boels Dolmans                      | + 3 min 11 s     |
| 5e | Amanda Spratt        | Australie  | Orica-Scott                        | + 3 min 32 s     |
| 6e | Katarzyna Niewiadoma | Pologne    | WM3                                | + 4 min 02 s     |
| 7e | Karol-Ann Canuel     | Canada     | Boels Dolmans                      | + 4 min 22 s     |
| 8e | Shara Gillow         | Australie  | FDJ-Nouvelle Aquitaine-Futuroscope | + 4 min 53 s     |
| 9e | Arlenis Sierra       | Cuba       | Astana Women's Team                | + 4 min 57 s     |
| 10e | Sabrina Stultiens    | Pays-Bas   | Sunweb                             | + 5 min 02 s     |

### 8eétape
La première partie d'étape qui longe les plages au sud de Salerne ne présente pas de difficulté et n'incite pas à s'échapper. La montée de la Torchiara opère une sélection importante : elles ne sont plus que trente coureuses au sommet. Ane Santesteban part seule. Elle a une minute d'avance au sprint intermédiaire. Elle arrive détachée au pied de la longue montée vers Cuccaro Vetere. Sur les pentes, elle est rejointe par Janneke Ensing et Tetyana Riabchenko. Cette dernière prend ensuite de l'avance. Après le passage à Vallo della Lucania, Anouska Koster et Lucinda Brand partent en poursuite. Elles reprennent Janneke Ensing. Au sommet, Tetyana Riabchenko compte une minute vingt d'avance sur les trois Néerlandaises. Hannah Barnes est intercalée à deux minutes trente. Le groupe maillot rose est pointé à trois minutes trente. Lucinda Brand utilise ses capacités techniques dans la descente pour lâcher dans un premier temps ses compagnonnes d'échappée puis pour opérer la jonction sur l'Ukrainienne à dix kilomètres de l'arrivée. Elle conclut l'étape seule et gagne avec douze secondes d'avance. Derrière les favorites passent la ligne avec une minute trente de retard. Lucinda Brand réalise une bonne opération au classement général en remontant à la cinquième place. Au niveau du classement de la meilleure jeune, Floortje Mackaij perd vingt-deux minutes durant l'étape et laisse sa tunique à Cecilie Uttrup Ludwig,,.
| \| Classement de l'étape \| Classement de l'étape \| Classement de l'étape \| Classement de l'étape \| Classement de l'étape \| \| Coureuse \| Coureuse \| Pays \| Équipe \| Temps \| \| --------------------- \| --------------------- \| --------------------- \| --------------------- \| --------------------- \| \| 1re \| Lucinda Brand \| Pays-Bas \| Sunweb \| 3 h 46 min 10 s \| \| 2e \| Tetyana Riabchenko \| Ukraine \| Lensworld-Kuota \| + 12 s \| \| 3e \| Megan Guarnier \| États-Unis \| Boels Dolmans \| + 1 min 33 s \| \| 4e \| Annemiek van Vleuten \| Pays-Bas \| Orica-Scott \| + 1 min 33 s \| \| 5e \| Elisa Longo Borghini \| Italie \| Wiggle High5 \| + 1 min 33 s \| \| 6e \| Anna van der Breggen \| Pays-Bas \| Boels Dolmans \| + 1 min 33 s \| \| 7e \| Katarzyna Niewiadoma \| Pologne \| WM3 \| + 1 min 33 s \| \| 8e \| Amanda Spratt \| Australie \| Orica-Scott \| + 1 min 33 s \| \| 9e \| Karol-Ann Canuel \| Canada \| Boels Dolmans \| + 1 min 33 s \| \| 10e \| Claudia Lichtenberg \| Allemagne \| Wiggle High5 \| + 1 min 36 s \| |                      |            |                 |                 |
| |                      |            |                 |                 |
| Source : ProCyclingStats |                      |            |                 |                 |
| Classement de l'étape |                      |            |                 |                 |
| Coureuse | Coureuse             | Pays       | Équipe          | Temps           |
| 1re | Lucinda Brand        | Pays-Bas   | Sunweb          | 3 h 46 min 10 s |
| 2e | Tetyana Riabchenko   | Ukraine    | Lensworld-Kuota | + 12 s          |
| 3e | Megan Guarnier       | États-Unis | Boels Dolmans   | + 1 min 33 s    |
| 4e | Annemiek van Vleuten | Pays-Bas   | Orica-Scott     | + 1 min 33 s    |
| 5e | Elisa Longo Borghini | Italie     | Wiggle High5    | + 1 min 33 s    |
| 6e | Anna van der Breggen | Pays-Bas   | Boels Dolmans   | + 1 min 33 s    |
| 7e | Katarzyna Niewiadoma | Pologne    | WM3             | + 1 min 33 s    |
| 8e | Amanda Spratt        | Australie  | Orica-Scott     | + 1 min 33 s    |
| 9e | Karol-Ann Canuel     | Canada     | Boels Dolmans   | + 1 min 33 s    |
| 10e | Claudia Lichtenberg  | Allemagne  | Wiggle High5    | + 1 min 36 s    |

| \| Classement général \| Classement général \| Classement général \| Classement général \| Classement général \| \| Coureuse \| Coureuse \| Pays \| Équipe \| Temps \| \| ------------------ \| -------------------- \| ------------------ \| ------------------- \| ------------------ \| \| 1re \| Anna van der Breggen \| Pays-Bas \| Boels Dolmans \| 19 h 24 min 57 s \| \| 2e \| Elisa Longo Borghini \| Italie \| Wiggle High5 \| + 1 min 03 s \| \| 3e \| Annemiek van Vleuten \| Pays-Bas \| Orica-Scott \| + 1 min 39 s \| \| 4e \| Megan Guarnier \| États-Unis \| Boels Dolmans \| + 3 min 07 s \| \| 5e \| Lucinda Brand \| Pays-Bas \| Sunweb \| + 3 min 26 s \| \| 6e \| Amanda Spratt \| Australie \| Orica-Scott \| + 3 min 32 s \| \| 7e \| Katarzyna Niewiadoma \| Pologne \| WM3 \| + 4 min 02 s \| \| 8e \| Karol-Ann Canuel \| Canada \| Boels Dolmans \| + 4 min 22 s \| \| 9e \| Claudia Lichtenberg \| Allemagne \| Wiggle High5 \| + 5 min 05 s \| \| 10e \| Arlenis Sierra \| Cuba \| Astana Women's Team \| + 5 min 15 s \| |                      |            |                     |                  |
| |                      |            |                     |                  |
| Source : ProCyclingStats |                      |            |                     |                  |
| Classement général |                      |            |                     |                  |
| Coureuse | Coureuse             | Pays       | Équipe              | Temps            |
| 1re | Anna van der Breggen | Pays-Bas   | Boels Dolmans       | 19 h 24 min 57 s |
| 2e | Elisa Longo Borghini | Italie     | Wiggle High5        | + 1 min 03 s     |
| 3e | Annemiek van Vleuten | Pays-Bas   | Orica-Scott         | + 1 min 39 s     |
| 4e | Megan Guarnier       | États-Unis | Boels Dolmans       | + 3 min 07 s     |
| 5e | Lucinda Brand        | Pays-Bas   | Sunweb              | + 3 min 26 s     |
| 6e | Amanda Spratt        | Australie  | Orica-Scott         | + 3 min 32 s     |
| 7e | Katarzyna Niewiadoma | Pologne    | WM3                 | + 4 min 02 s     |
| 8e | Karol-Ann Canuel     | Canada     | Boels Dolmans       | + 4 min 22 s     |
| 9e | Claudia Lichtenberg  | Allemagne  | Wiggle High5        | + 5 min 05 s     |
| 10e | Arlenis Sierra       | Cuba       | Astana Women's Team | + 5 min 15 s     |

### 9eétape
Le profil de l'étape semble propice aux échappées. Pourtant les formations Boels Dolmans et Wiggle High5 impriment un rythme élevé en début de course qui annihile toute tentative. Un groupe de six coureuses dont Audrey Cordon, Elena Cecchini et Floortje Mackaij se forme au kilomètre quarante-et-un, mais il se fait rapidement reprendre. Annemiek van Vleuten s'assure le port du maillot de la meilleure grimpeuse en passant en tête du prix des monts de Sala Consilina. Au kilométre quatre-vingt-six, Malgorzata Jasinska, Lauren Kitchen et Anna Trevisi s'échappent. Elles comptent jusqu'à une minute d'avance, mais elles sont reprises à deux kilomètres de l'arrivée. Au sprint, Marta Bastianelli s'impose devant Lotta Lepistö et Giorgia Bronzini,,.
| \| Classement de l'étape \| Classement de l'étape \| Classement de l'étape \| Classement de l'étape \| Classement de l'étape \| \| Coureuse \| Coureuse \| Pays \| Équipe \| Temps \| \| --------------------- \| --------------------- \| --------------------- \| --------------------- \| --------------------- \| \| 1re \| Marta Bastianelli \| Italie \| Alé Cipollini \| 3 h 05 min 09 s \| \| 2e \| Lotta Lepistö \| Finlande \| Cervélo Bigla \| + 0 s \| \| 3e \| Giorgia Bronzini \| Italie \| Wiggle High5 \| + 0 s \| \| 4e \| Arlenis Sierra \| Cuba \| Astana Women's Team \| + 0 s \| \| 5e \| Coryn Rivera \| États-Unis \| Sunweb \| + 0 s \| \| 6e \| Alexis Magner \| États-Unis \| Canyon-SRAM Racing \| + 0 s \| \| 7e \| Ilaria Sanguineti \| Italie \| BePink Cogeas \| + 0 s \| \| 8e \| Amalie Dideriksen \| Danemark \| Boels Dolmans \| + 0 s \| \| 9e \| Emilie Moberg \| Norvège \| Hitec Products \| + 0 s \| \| 10e \| Natalya Saifutdinova \| Kazakhstan \| Astana Women's Team \| + 0 s \| |                      |            |                     |                 |
| |                      |            |                     |                 |
| Source : ProCyclingStats |                      |            |                     |                 |
| Classement de l'étape |                      |            |                     |                 |
| Coureuse | Coureuse             | Pays       | Équipe              | Temps           |
| 1re | Marta Bastianelli    | Italie     | Alé Cipollini       | 3 h 05 min 09 s |
| 2e | Lotta Lepistö        | Finlande   | Cervélo Bigla       | + 0 s           |
| 3e | Giorgia Bronzini     | Italie     | Wiggle High5        | + 0 s           |
| 4e | Arlenis Sierra       | Cuba       | Astana Women's Team | + 0 s           |
| 5e | Coryn Rivera         | États-Unis | Sunweb              | + 0 s           |
| 6e | Alexis Magner        | États-Unis | Canyon-SRAM Racing  | + 0 s           |
| 7e | Ilaria Sanguineti    | Italie     | BePink Cogeas       | + 0 s           |
| 8e | Amalie Dideriksen    | Danemark   | Boels Dolmans       | + 0 s           |
| 9e | Emilie Moberg        | Norvège    | Hitec Products      | + 0 s           |
| 10e | Natalya Saifutdinova | Kazakhstan | Astana Women's Team | + 0 s           |

| \| Classement général \| Classement général \| Classement général \| Classement général \| Classement général \| \| Coureuse \| Coureuse \| Pays \| Équipe \| Temps \| \| ------------------ \| -------------------- \| ------------------ \| ------------------- \| ------------------ \| \| 1re \| Anna van der Breggen \| Pays-Bas \| Boels Dolmans \| 22 h 30 min 06 s \| \| 2e \| Elisa Longo Borghini \| Italie \| Wiggle High5 \| + 1 min 03 s \| \| 3e \| Annemiek van Vleuten \| Pays-Bas \| Orica-Scott \| + 1 min 39 s \| \| 4e \| Megan Guarnier \| États-Unis \| Boels Dolmans \| + 3 min 07 s \| \| 5e \| Lucinda Brand \| Pays-Bas \| Sunweb \| + 3 min 26 s \| \| 6e \| Amanda Spratt \| Australie \| Orica-Scott \| + 3 min 32 s \| \| 7e \| Katarzyna Niewiadoma \| Pologne \| WM3 \| + 4 min 02 s \| \| 8e \| Karol-Ann Canuel \| Canada \| Boels Dolmans \| + 4 min 22 s \| \| 9e \| Claudia Lichtenberg \| Allemagne \| Wiggle High5 \| + 5 min 05 s \| \| 10e \| Arlenis Sierra \| Cuba \| Astana Women's Team \| + 5 min 15 s \| |                      |            |                     |                  |
| |                      |            |                     |                  |
| Source : ProCyclingStats |                      |            |                     |                  |
| Classement général |                      |            |                     |                  |
| Coureuse | Coureuse             | Pays       | Équipe              | Temps            |
| 1re | Anna van der Breggen | Pays-Bas   | Boels Dolmans       | 22 h 30 min 06 s |
| 2e | Elisa Longo Borghini | Italie     | Wiggle High5        | + 1 min 03 s     |
| 3e | Annemiek van Vleuten | Pays-Bas   | Orica-Scott         | + 1 min 39 s     |
| 4e | Megan Guarnier       | États-Unis | Boels Dolmans       | + 3 min 07 s     |
| 5e | Lucinda Brand        | Pays-Bas   | Sunweb              | + 3 min 26 s     |
| 6e | Amanda Spratt        | Australie  | Orica-Scott         | + 3 min 32 s     |
| 7e | Katarzyna Niewiadoma | Pologne    | WM3                 | + 4 min 02 s     |
| 8e | Karol-Ann Canuel     | Canada     | Boels Dolmans       | + 4 min 22 s     |
| 9e | Claudia Lichtenberg  | Allemagne  | Wiggle High5        | + 5 min 05 s     |
| 10e | Arlenis Sierra       | Cuba       | Astana Women's Team | + 5 min 15 s     |

### 10eétape
La première échappée est composée d'Aude Biannic et Kirsten Wild. Ensuite un second groupe dont Floortje Mackaij et Emilie Moberg part. Ces deux tentatives sont cependant rapidement reprises. Au kilomètre trente-huit, huit coureuses réussissent à se détacher. Il s'agit de : Lotta Lepistö, Chloe Hosking, Coryn Rivera, Silvia Valsecchi, Alexis Ryan, Malgorzata Jasinska, Anna Plichta et Eugénie Duval. Leur avance atteint deux minutes quand Marta Bastianelli part en poursuite. Le sprint intermédiaire est remporté par Lotta Lepistö. La chasse du peloton se met alors en place. Au dernier passage sur la ligne, l'avance n'est plus que de trente-sept secondes. Le regroupement général est effectué peu avant le pied du Vésuve. Les favorites s'isolent en tête, mais aucune ne parvient à s'échapper. Elles sont six à se disputer la victoire : Anna van der Breggen, Megan Guarnier, Amanda Spratt, Annemiek van Vleuten, Katarzyna Niewiadoma et Elisa Longo Borghini. Megan Guarnier se montre la plus rapide. Il n'y a pas de changement au classement général, Anna van der Breggen remporte donc pour la deuxième fois le Tour d'Italie. Elle reprend également la tête du classement UCI World Tour,,.
| \| Classement de l'étape \| Classement de l'étape \| Classement de l'étape \| Classement de l'étape \| Classement de l'étape \| \| Coureuse \| Coureuse \| Pays \| Équipe \| Temps \| \| --------------------- \| --------------------- \| --------------------- \| --------------------- \| --------------------- \| \| 1re \| Megan Guarnier \| États-Unis \| Boels Dolmans \| 3 h 09 min 37 s \| \| 2e \| Amanda Spratt \| Australie \| Orica-Scott \| + 0 s \| \| 3e \| Katarzyna Niewiadoma \| Pologne \| WM3 \| + 0 s \| \| 4e \| Annemiek van Vleuten \| Pays-Bas \| Orica-Scott \| + 0 s \| \| 5e \| Anna van der Breggen \| Pays-Bas \| Boels Dolmans \| + 0 s \| \| 6e \| Elisa Longo Borghini \| Italie \| Wiggle High5 \| + 0 s \| \| 7e \| Lucinda Brand \| Pays-Bas \| Sunweb \| + 46 s \| \| 8e \| Arlenis Sierra \| Cuba \| Astana Women's Team \| + 1 min 04 s \| \| 9e \| Janneke Ensing \| Pays-Bas \| Alé Cipollini \| + 1 min 04 s \| \| 10e \| Romy Kasper \| Allemagne \| Alé Cipollini \| + 1 min 04 s \| |                      |            |                     |                 |
| |                      |            |                     |                 |
| Source : ProCyclingStats |                      |            |                     |                 |
| Classement de l'étape |                      |            |                     |                 |
| Coureuse | Coureuse             | Pays       | Équipe              | Temps           |
| 1re | Megan Guarnier       | États-Unis | Boels Dolmans       | 3 h 09 min 37 s |
| 2e | Amanda Spratt        | Australie  | Orica-Scott         | + 0 s           |
| 3e | Katarzyna Niewiadoma | Pologne    | WM3                 | + 0 s           |
| 4e | Annemiek van Vleuten | Pays-Bas   | Orica-Scott         | + 0 s           |
| 5e | Anna van der Breggen | Pays-Bas   | Boels Dolmans       | + 0 s           |
| 6e | Elisa Longo Borghini | Italie     | Wiggle High5        | + 0 s           |
| 7e | Lucinda Brand        | Pays-Bas   | Sunweb              | + 46 s          |
| 8e | Arlenis Sierra       | Cuba       | Astana Women's Team | + 1 min 04 s    |
| 9e | Janneke Ensing       | Pays-Bas   | Alé Cipollini       | + 1 min 04 s    |
| 10e | Romy Kasper          | Allemagne  | Alé Cipollini       | + 1 min 04 s    |

## Classements finals

### Classement général final
| \| Classement général \| Classement général \| Classement général \| Classement général \| Classement général \| \| Coureuse \| Coureuse \| Pays \| Équipe \| Temps \| \| ------------------ \| -------------------- \| ------------------ \| ------------------- \| ------------------ \| \| 1re \| Anna van der Breggen \| Pays-Bas \| Boels Dolmans \| 25 h 39 min 43 s \| \| 2e \| Elisa Longo Borghini \| Italie \| Wiggle High5 \| + 1 min 03 s \| \| 3e \| Annemiek van Vleuten \| Pays-Bas \| Orica-Scott \| + 1 min 39 s \| \| 4e \| Megan Guarnier \| États-Unis \| Boels Dolmans \| + 2 min 57 s \| \| 5e \| Amanda Spratt \| Australie \| Orica-Scott \| + 3 min 26 s \| \| 6e \| Katarzyna Niewiadoma \| Pologne \| WM3 \| + 3 min 58 s \| \| 7e \| Lucinda Brand \| Pays-Bas \| Sunweb \| + 4 min 12 s \| \| 8e \| Karol-Ann Canuel \| Canada \| Boels Dolmans \| + 5 min 26 s \| \| 9e \| Claudia Lichtenberg \| Allemagne \| Wiggle High5 \| + 6 min 09 s \| \| 10e \| Arlenis Sierra \| Cuba \| Astana Women's Team \| + 6 min 19 s \| |                      |            |                     |                  |
| |                      |            |                     |                  |
| Source : ProCyclingStats |                      |            |                     |                  |
| Classement général |                      |            |                     |                  |
| Coureuse | Coureuse             | Pays       | Équipe              | Temps            |
| 1re | Anna van der Breggen | Pays-Bas   | Boels Dolmans       | 25 h 39 min 43 s |
| 2e | Elisa Longo Borghini | Italie     | Wiggle High5        | + 1 min 03 s     |
| 3e | Annemiek van Vleuten | Pays-Bas   | Orica-Scott         | + 1 min 39 s     |
| 4e | Megan Guarnier       | États-Unis | Boels Dolmans       | + 2 min 57 s     |
| 5e | Amanda Spratt        | Australie  | Orica-Scott         | + 3 min 26 s     |
| 6e | Katarzyna Niewiadoma | Pologne    | WM3                 | + 3 min 58 s     |
| 7e | Lucinda Brand        | Pays-Bas   | Sunweb              | + 4 min 12 s     |
| 8e | Karol-Ann Canuel     | Canada     | Boels Dolmans       | + 5 min 26 s     |
| 9e | Claudia Lichtenberg  | Allemagne  | Wiggle High5        | + 6 min 09 s     |
| 10e | Arlenis Sierra       | Cuba       | Astana Women's Team | + 6 min 19 s     |

### Points UCI
| Position,                 | 1er | 2e  | 3e | 4e | 5e | 6e | 7e | 8e | 9e | 10e | 11e | 12e | 13e | 14e | 15e | 16e | 17e | 18e | 19e | 20e |
| Classement général        | 120 | 100 | 85 | 70 | 60 | 50 | 40 | 35 | 30 | 25  | 20  | 18  | 16  | 14  | 12  | 10  | 8   | 6   | 4   | 2   |
| Étapes et demi-étapes     | 25  | 20  | 18 | 16 | 14 | 12 | 10 | 8  | 6  | 4   |     |     |     |     |     |     |     |     |     |     |
| Port du maillot de leader | 6   |     |    |    |    |    |    |    |    |     |     |     |     |     |     |     |     |     |     |     |

### Classements annexes
| Classement par points | Classement par points | Classement par points | Classement par points | Classement par points |
| Coureuse              | Coureuse              | Pays                  | Équipe                | Points                |
| --------------------- | --------------------- | --------------------- | --------------------- | --------------------- |
| 1re                   | Annemiek van Vleuten  | Pays-Bas              | Orica-Scott           | 47 pts                |
| 2e                    | Lotta Lepistö         | Finlande              | Cervélo Bigla         | 39 pts                |
| 3e                    | Anna van der Breggen  | Pays-Bas              | Boels Dolmans         | 38 pts                |
| 4e                    | Megan Guarnier        | États-Unis            | Boels Dolmans         | 37 pts                |
| 5e                    | Elisa Longo Borghini  | Italie                | Wiggle High5          | 31 pts                |
| 6e                    | Giorgia Bronzini      | Italie                | Wiggle High5          | 29 pts                |
| 7e                    | Coryn Rivera          | États-Unis            | Sunweb                | 28 pts                |
| 8e                    | Amanda Spratt         | Australie             | Orica-Scott           | 27 pts                |
| 9e                    | Katarzyna Niewiadoma  | Pologne               | WM3                   | 26 pts                |
| 10e                   | Hannah Barnes         | Royaume-Uni           | Canyon-SRAM Racing    | 25 pts                |

| Classement par points | Classement par points | Classement par points | Classement par points | Classement par points |
| Coureuse              | Coureuse              | Pays                  | Équipe                | Points                |
| --------------------- | --------------------- | --------------------- | --------------------- | --------------------- |
| 1re                   | Annemiek van Vleuten  | Pays-Bas              | Orica-Scott           | 47 pts                |
| 2e                    | Lotta Lepistö         | Finlande              | Cervélo Bigla         | 39 pts                |
| 3e                    | Anna van der Breggen  | Pays-Bas              | Boels Dolmans         | 38 pts                |
| 4e                    | Megan Guarnier        | États-Unis            | Boels Dolmans         | 37 pts                |
| 5e                    | Elisa Longo Borghini  | Italie                | Wiggle High5          | 31 pts                |
| 6e                    | Giorgia Bronzini      | Italie                | Wiggle High5          | 29 pts                |
| 7e                    | Coryn Rivera          | États-Unis            | Sunweb                | 28 pts                |
| 8e                    | Amanda Spratt         | Australie             | Orica-Scott           | 27 pts                |
| 9e                    | Katarzyna Niewiadoma  | Pologne               | WM3                   | 26 pts                |
| 10e                   | Hannah Barnes         | Royaume-Uni           | Canyon-SRAM Racing    | 25 pts                |

| Classement de la montagne | Classement de la montagne | Classement de la montagne | Classement de la montagne | Classement de la montagne |
| ------------------------- | ------------------------- | ------------------------- | ------------------------- | ------------------------- |
|                           | Coureur                   | Pays                      | Équipe                    | Point(s)                  |
| 1er                       | Annemiek van Vleuten      | Pays-Bas                  | Orica-Scott               | 26 points                 |
| 2e                        | Elisa Longo Borghini      | Italie                    | Wiggle High5              | 18 pts                    |
| 3e                        | Anna van der Breggen      | Pays-Bas                  | Boels Dolmans             | 8 pts                     |
| modifier                  |                           |                           |                           |                           |

| Classement de la meilleure jeune | Classement de la meilleure jeune | Classement de la meilleure jeune | Classement de la meilleure jeune | Classement de la meilleure jeune |
|                                  | Coureur                          | Pays                             | Équipe                           | Temps                            |
| -------------------------------- | -------------------------------- | -------------------------------- | -------------------------------- | -------------------------------- |
| 1er                              | Cecilie Uttrup Ludwig            | Danemark                         | Cervélo Bigla                    | en 25 h 49 min 46 s              |
| 2e                               | Nikola Noskova                   | Tchéquie                         | Bepink                           | + 1 min 4 s                      |
| 3e                               | Sofia Bertizzolo                 | Italie                           | Astana Women's                   | + 3 min 28 s                     |
| modifier                         |                                  |                                  |                                  |                                  |

| Classement de la meilleure Italienne | Classement de la meilleure Italienne | Classement de la meilleure Italienne | Classement de la meilleure Italienne | Classement de la meilleure Italienne |
|                                      | Coureur                              | Pays                                 | Équipe                               | Temps                                |
| ------------------------------------ | ------------------------------------ | ------------------------------------ | ------------------------------------ | ------------------------------------ |
| 1er                                  | Elisa Longo Borghini                 | Italie                               | Wiggle High5                         | en 25 h 40 min 46 s                  |
| 2e                                   | Elena Cecchini                       | Italie                               | Canyon-SRAM Racing                   | + 9 min 46 s                         |
| 3e                                   | Sofia Bertizzolo                     | Italie                               | Astana Women's                       | + 12 min 18 s                        |
| modifier                             |                                      |                                      |                                      |                                      |

| Classement par équipes | Classement par équipes | Classement par équipes | Classement par équipes |
| Équipe                 | Équipe                 | Pays                   | Temps                  |
| ---------------------- | ---------------------- | ---------------------- | ---------------------- |
| 1re                    | Boels Dolmans          | Pays-Bas               | 76 h 38 min 22 s       |
| 2e                     | Sunweb                 | Pays-Bas               | + 13 min 09 s          |
| 3e                     | Alé Cipollini Galassia | Italie                 | + 13 min 44 s          |
| 4e                     | Astana Women's Team    | Kazakhstan             | + 16 min 13 s          |
| 5e                     | BTC City Ljubljana     | Slovénie               | + 20 min 03 s          |
| 6e                     | WM3                    | Pays-Bas               | + 25 min 03 s          |
| 7e                     | Orica-Scott            | Australie              | + 26 min 26 s          |
| 8e                     | Wiggle High5           | Royaume-Uni            | + 33 min 27 s          |
| 9e                     | Lensworld-Kuota        | Belgique               | + 41 min 31 s          |
| 10e                    | BePink Cogeas          | Italie                 | + 44 min 48 s          |

| Classement par équipes | Classement par équipes | Classement par équipes | Classement par équipes |
| Équipe                 | Équipe                 | Pays                   | Temps                  |
| ---------------------- | ---------------------- | ---------------------- | ---------------------- |
| 1re                    | Boels Dolmans          | Pays-Bas               | 76 h 38 min 22 s       |
| 2e                     | Sunweb                 | Pays-Bas               | + 13 min 09 s          |
| 3e                     | Alé Cipollini Galassia | Italie                 | + 13 min 44 s          |
| 4e                     | Astana Women's Team    | Kazakhstan             | + 16 min 13 s          |
| 5e                     | BTC City Ljubljana     | Slovénie               | + 20 min 03 s          |
| 6e                     | WM3                    | Pays-Bas               | + 25 min 03 s          |
| 7e                     | Orica-Scott            | Australie              | + 26 min 26 s          |
| 8e                     | Wiggle High5           | Royaume-Uni            | + 33 min 27 s          |
| 9e                     | Lensworld-Kuota        | Belgique               | + 41 min 31 s          |
| 10e                    | BePink Cogeas          | Italie                 | + 44 min 48 s          |

## Évolution des classements
| Étape              | Vainqueur            | Classement général   | Classement par point | Classement de la montagne | Classement de la meilleure jeune | Classement de la meilleure italienne | Classement de la meilleure équipe |
| ------------------ | -------------------- | -------------------- | -------------------- | ------------------------- | -------------------------------- | ------------------------------------ | --------------------------------- |
| 1                  | Boels Dolmans        | Karol-Ann Canuel     | Non attribué         | Non attribué              | Amalie Dideriksen                | Elisa Longo Borghini                 | Boels Dolmans                     |
| 2                  | Annemiek van Vleuten | Anna van der Breggen | Annemiek van Vleuten | Annemiek van Vleuten      | Floortje Mackaij                 | Elisa Longo Borghini                 | Boels Dolmans                     |
| 3                  | Hannah Barnes        | Anna van der Breggen | Annemiek van Vleuten | Annemiek van Vleuten      | Floortje Mackaij                 | Elisa Longo Borghini                 | Boels Dolmans                     |
| 4                  | Jolien D'Hoore       | Anna van der Breggen | Hannah Barnes        | Annemiek van Vleuten      | Floortje Mackaij                 | Elisa Longo Borghini                 | Boels Dolmans                     |
| 5                  | Annemiek van Vleuten | Anna van der Breggen | Annemiek van Vleuten | Annemiek van Vleuten      | Floortje Mackaij                 | Elisa Longo Borghini                 | Boels Dolmans                     |
| 6                  | Lotta Lepistö        | Anna van der Breggen | Annemiek van Vleuten | Annemiek van Vleuten      | Floortje Mackaij                 | Elisa Longo Borghini                 | Boels Dolmans                     |
| 7                  | Sheyla Gutiérrez     | Anna van der Breggen | Annemiek van Vleuten | Annemiek van Vleuten      | Floortje Mackaij                 | Elisa Longo Borghini                 | Boels Dolmans                     |
| 8                  | Lucinda Brand        | Anna van der Breggen | Annemiek van Vleuten | Annemiek van Vleuten      | Cecilie Uttrup Ludwig            | Elisa Longo Borghini                 | Boels Dolmans                     |
| 9                  | Marta Bastianelli    | Anna van der Breggen | Annemiek van Vleuten | Annemiek van Vleuten      | Cecilie Uttrup Ludwig            | Elisa Longo Borghini                 | Boels Dolmans                     |
| 10                 | Megan Guarnier       | Anna van der Breggen | Annemiek van Vleuten | Annemiek van Vleuten      | Cecilie Uttrup Ludwig            | Elisa Longo Borghini                 | Boels Dolmans                     |
| Classements finals | Classements finals   | Anna van der Breggen | Annemiek van Vleuten | Annemiek van Vleuten      | Cecilie Uttrup Ludwig            | Elisa Longo Borghini                 | Boels Dolmans                     |

## Liste des participantes
| Légende                             | Légende | Légende                                | Légende |
| ----------------------------------- | --- | -------------------------------------- | --- |
| Num                                 | Dossard de départ porté par la coureuse sur ce Tour d'Italie féminin                                             | Pos                                    | Position finale au classement général                                                                         |
| Leader du classement général        | Indique la vainqueur du classement général                                                                       | Leader du classement des sprints       | Indique la vainqueur du classement par points                                                                 |
| Leader du classement de la montagne | Indique la vainqueur du classement de la montagne                                                                | Leader du classement du meilleur jeune | Indique la vainqueur du classement de la meilleure jeune                                                      |
|                                     | Indique un maillot de champion national ou mondial, suivi de sa spécialité                                       | Leader du classement par points        | Indique la vainqueur du classement de la meilleure italienne                                                  |
| #                                   | Indique la meilleure équipe                                                                                      | NP                                     | Indique une coureuse qui n'a pas pris le départ d'une étape, suivi du numéro de l'étape où elle s'est retirée |
| AB                                  | Indique une coureuse qui n'a pas terminé une étape, suivi du numéro de l'étape où elle s'est retirée             | HD                                     | Indique une coureuse qui a terminé une étape hors des délais, suivi du numéro de l'étape                      |
| *                                   | Indique une coureuse en lice pour le classement de la meilleure jeune (coureuses nées après le 1er janvier 1994) |                                        | |

Source.

## Organisation et règlement de la course

### Comité d'organisation
L'épreuve est organisée par l'association 4 Erre ASD. L'association et le comité d'organisation sont présidés par Giuseppe Rivolta. Les directeurs de la course est Bruno Righetti.

### Incidents de course
Le règlement de la course permet à une coureuse victime d'un accident de course dans les trois derniers kilomètres d'une étape et qui se verrait retardée pour cette raison de ne pas perdre de temps au classement général. La règle ne s'applique pas au contre-la-montre individuel.

### Délais
Lors d'une course cycliste, les coureuses sont tenus d'arriver dans un laps de temps imparti déterminé à partir du temps de la première pour pouvoir être classées. Ces délais sont variables selon la difficulté d'une étape, une étape plus difficile bénéficiant d'un pourcentage de délais plus important. Lors de cette édition du Tour d'Italie féminin, les délais prévus sont de 50 % sur la 1re et la 5e étapes, de 35 % sur les 2e, 3e, 7e, 8e, 9e et 10e étapes, enfin de 20 % sur les 4e et 6e étape.

### Classements et bonifications

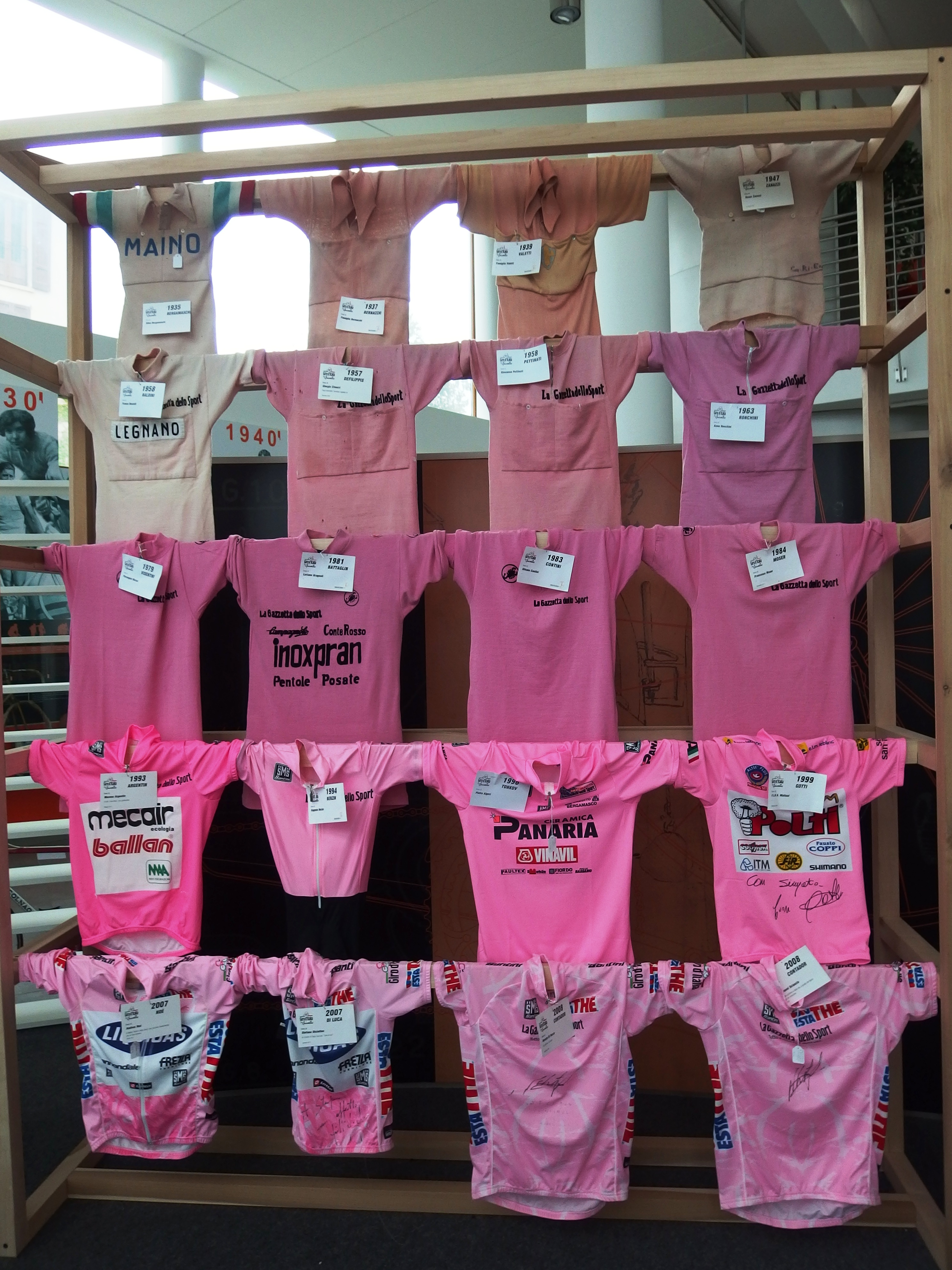
La coureuse en tête du classement général porte un maillot rose, comme sur le Tour d'Italie masculin

Le classement général individuel au temps est calculé par le cumul des temps enregistrés dans chacune des étapes parcourues. Des bonifications et d'éventuelles pénalisations sont incluses dans le calcul du classement. La coureuse qui est première de ce classement est porteuse du maillot rose.
Des bonifications sont attribuées dans cette épreuve. Chaque arrivée d'étape, à l'exception des contre-la-montre par équipes et individuel, donne lieu à dix secondes, six secondes et quatre secondes pour les trois premières coureuses classées. Par ailleurs, durant la course, il existe des sprints intermédiaires dont les trois premiers sont récompensés respectivement de trois secondes, deux secondes et une seconde.

#### Classement de la meilleure grimpeuse
Le classement du meilleur grimpeur, ou classement des monts, est un classement spécifique basé sur les arrivées au sommet des ascensions répertoriées dans l'ensemble de la course. Elles sont classées en trois catégories. Aucune ascension de première catégorie n'est sur le parcours. Celles de deuxième catégorie rapportent 7, 5, 3, 2 et 1 point enfin celles de troisième catégorie 5, 4, 3, 2 et 1 point. Le premier du classement des monts est détenteur du maillot vert. En cas d'égalité, les coureuses sont prioritairement départagées par le nombre de premières places aux sommets. Si l'égalité persiste, le critère suivant est la place obtenue au classement général. Pour être classée, une coureuse doit avoir terminée la course dans les délais,.

#### Classement par points
Le maillot cyclamen récompense le classement par points. Celui-ci se calcule selon le classement lors de sprints intermédiaires, dits « Traguardo Volante », et lors des arrivées d'étape. Les trois premières coureuses des sprints intermédiaires reçoivent respectivement 4, 2 et un point. Lors d'une arrivée d'étape, prologue y compris, les dix premières se voient accorder des points selon le décompte suivant : 15, 12, 10, 8, 6, 5, 4, 3, 2, 1 point. En cas d'égalité, les coureuses sont prioritairement départagées par le nombre de victoires d'étapes. Si l'égalité persiste, le nombre de victoires à des sprints intermédiaires puis éventuellement la place obtenue au classement général entrent en compte. Pour être classée, une coureuse doit avoir terminée la course dans les délais.

#### Classement de la meilleure jeune
Le classement de la meilleure jeune ne concerne qu'une certaine catégorie de coureuses, celles étant âgées de moins de 23 ans. C'est-à-dire aux coureuses nées après le 1er janvier 1994. Ce classement, basé sur le classement général, attribue au premier un maillot blanc.

#### Classement de la meilleure italienne
Le classement de la meilleure italienne ne concerne que les coureuses de nationalité italienne. Ce classement, basé sur le classement général, attribue à la première un maillot bleu.

#### Répartition des maillots
Chaque coureuse en tête d'un classement est porteuse du maillot ou du dossard distinctif correspondant. Cependant, dans le cas où une coureuse dominerait plusieurs classements, celle-ci ne porte qu'un seul maillot distinctif, selon une priorité de classements. Le classement général au temps est le classement prioritaire, suivi du classement général par points, du classement général du meilleur grimpeur, du classement de la meilleure jeune et du classement de la meilleure italienne. Si ce cas de figure se produit, le maillot correspondant au classement annexe de priorité inférieure n'est pas porté par celle qui domine ce classement mais par son deuxième.

### Primes
Le contre-la-montre par équipes permet de remporter les primes suivantes :
| Position | 1er   | 2e    | 3e    | 4e    | 5e    | 6e | 7e | 8e | 9e | 10e |
| Prix     | 855 € | 578 € | 428 € | 352 € | 302 € | €  | €  | €  | €  | €   |

Les autres étapes sont dotées de la manière suivante :
| Position | 1er   | 2e    | 3e    | 4e    | 5e    | 6e    | 7e    | 8e    | 9e    | 10e   |
| Prix     | 526 € | 322 € | 221 € | 202 € | 191 € | 158 € | 139 € | 122 € | 122 € | 122 € |

En sus, les coureuses placées de la 11e à la 15e place gagnent 78 €.
Le classement général final attribue les sommes suivantes :
| Position | 1er     | 2e    | 3e    | 4e    | 5e    | 6e    | 7e    | 8e    | 9e    | 10e   |
| Prix     | 1 130 € | 600 € | 400 € | 350 € | 300 € | 250 € | 250 € | 250 € | 250 € | 250 € |

En sus, les coureuses placées de la 11e à la 15e place gagnent 200 €.

### Prix
Par ailleurs, à l'issue du classement général final, le meilleur grimpeur remporte 450 €, le 2e 350 € et le 3e 300 €. Pour le classement par points, les montants sont de  350 € pour la 1re, 250 € pour la  2e et 200 € pour la 3e. La meilleure jeune remporte 350 €, la meilleure Italienne 300 €.

## Partenaires
Le fabricant de cycles Colnago est partenaire du classement général et du classement de la meilleure jeune. Le classement de la montagne est financé par Purple by Globalstock. Celui à points par Selle SMP. Enfin GSG est parrain du classement de la meilleure Italienne.